# 高知県の灯台一覧

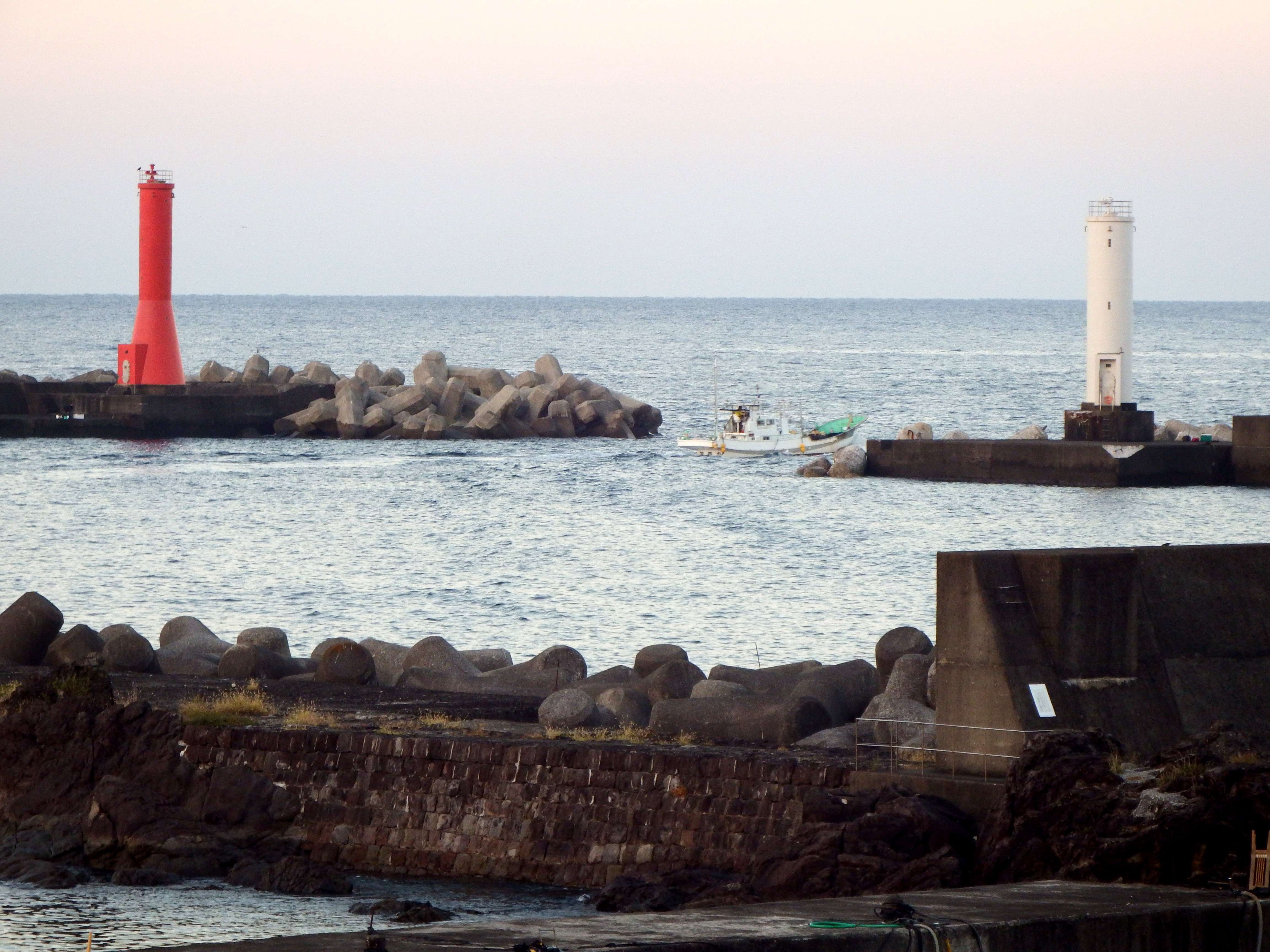
室戸岬港

高知県の灯台一覧（こうちけんのとうだいいちらん）は、高知県にある灯台及び、照射灯、浮標灯などをまとめた一覧である。

## 灯台
- 井ノ岬灯台 高知県幡多郡黒潮町（井ノ岬）
- 羽根埼灯台 高知県室戸市（羽根埼）①
- 鵜来島灯台 高知県宿毛市（鵜来島）
- 臼碆埼灯台 高知県土佐清水市（臼碆埼）②
- 叶埼灯台 高知県土佐清水市（叶埼）③
- 久礼港双名島灯台 高知県高岡郡中土佐町（双名島）
- 久礼港双名南島灯台 高知県久礼港（双名南島）④
- 興津埼灯台 高知県高岡郡四万十町（興津埼）
- 窪津埼灯台 高知県土佐清水市（窪津埼）⑤
- 古満目埼灯台 高知県幡多郡大月町（古満目埼）
- 甲浦灯台 高知県安芸郡東洋町（唐人ケ鼻）
- 高知港御畳瀬灯台 高知県高知港（高知灯台の北西方約1.8キロメートル）
- 高知灯台 高知県高知市（下竜頭岬）[1]⑥
- 山崎鼻灯台 高知県須崎市（山崎鼻）
- 室戸岬灯台 高知県室戸市（室戸岬）
- 手結埼灯台 高知県香南市（手結埼）⑦
- 宿毛湾港大島灯台 高知県宿毛市（大島）
- 上川口港灯台 高知県幡多郡黒潮町（井ノ岬灯台の西北西方約3.4キロメートル）
- 西道埼灯台 高知県中村市（西道埼）
- 足摺岬灯台 高知県土佐清水市（足摺岬）
- 池ノ島灯台 高知県宿毛市池ノ島西行鼻上
- 池島灯台 高知県宿毛市（池島西行鼻）
- 土佐沖ノ島灯台 高知県宿毛市（沖ノ島櫛ケ鼻）
- 土佐清水港灯台 高知県土佐清水市（尾浦ノ鼻）⑧
- 土佐長崎鼻灯台 高知県宿毛市（長崎鼻）
- 土佐烏帽子埼灯台 高知県宿毛市（沖ノ島烏帽子埼）
- 唐ノ浜灯台 高知県安芸郡安田町（唐ノ浜）
- 柏島港口灯台 高知県幡多郡大月町（柏島の北東端）
- 柏島灯台 高知県幡多郡大月町（柏島）
- 白ノ鼻灯台 高知県土佐市（白ノ鼻）
- 白埼灯台 高知県幡多郡大月町（白埼）
- 布埼灯台 高知県土佐清水市（布埼）
- 片島港口灯台 高知県宿毛市（大島北西端）

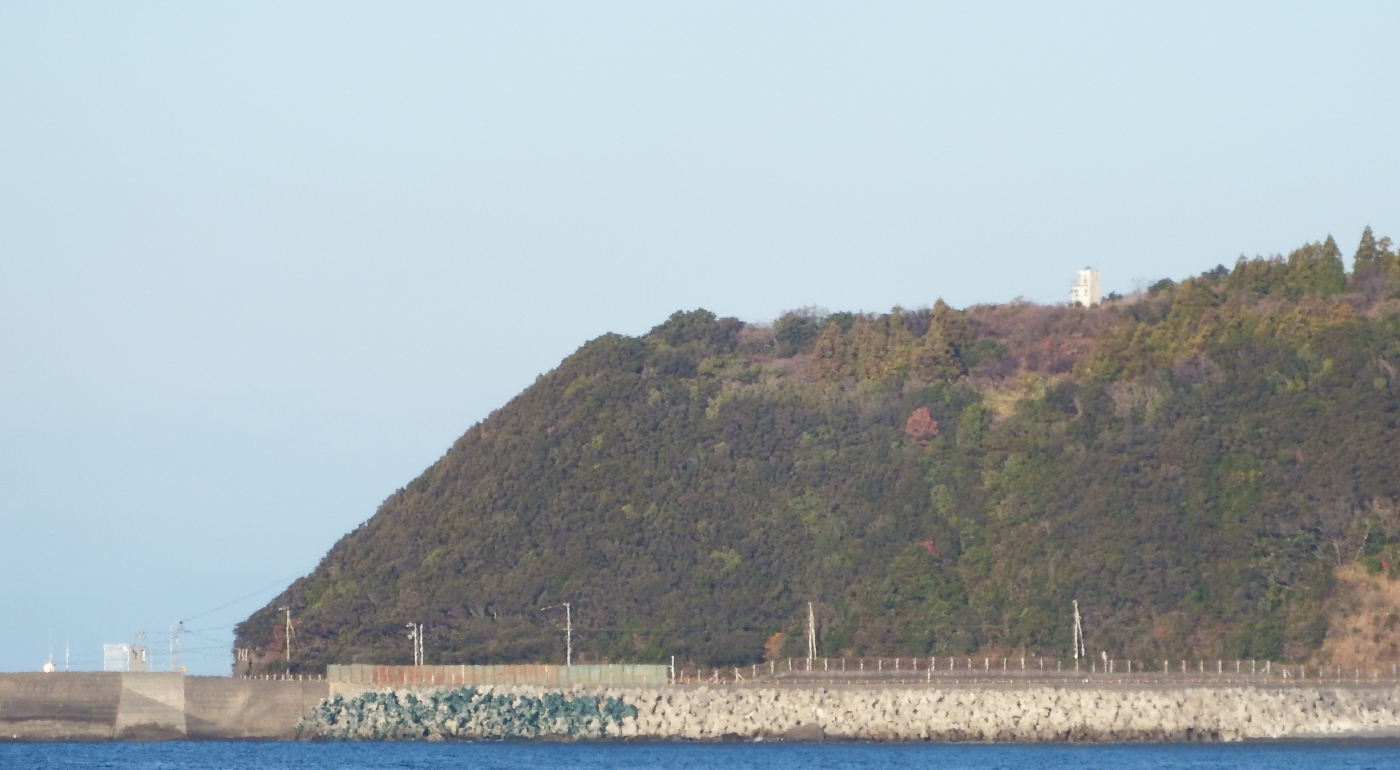
①羽根埼灯台
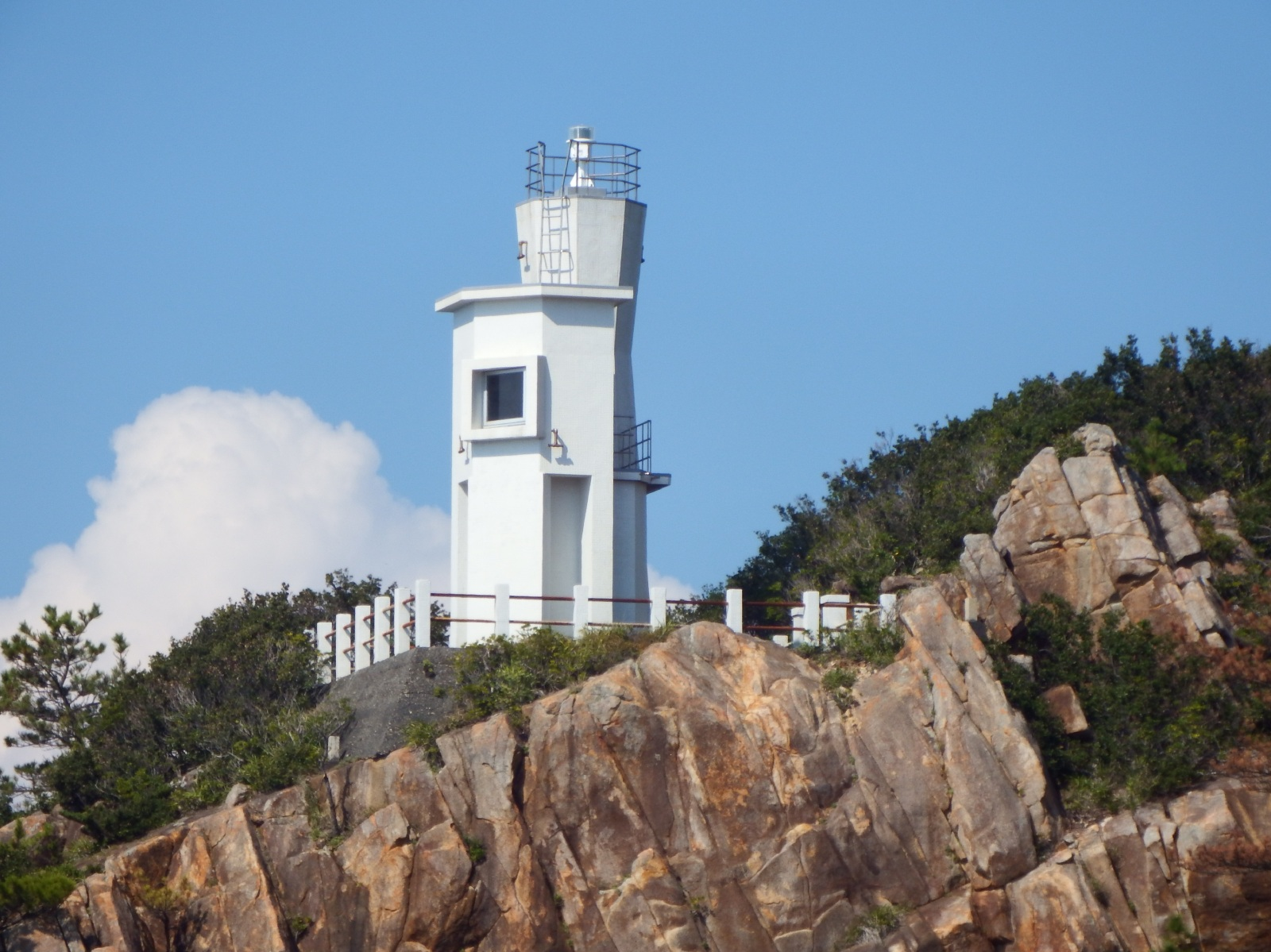
②臼碆埼灯台
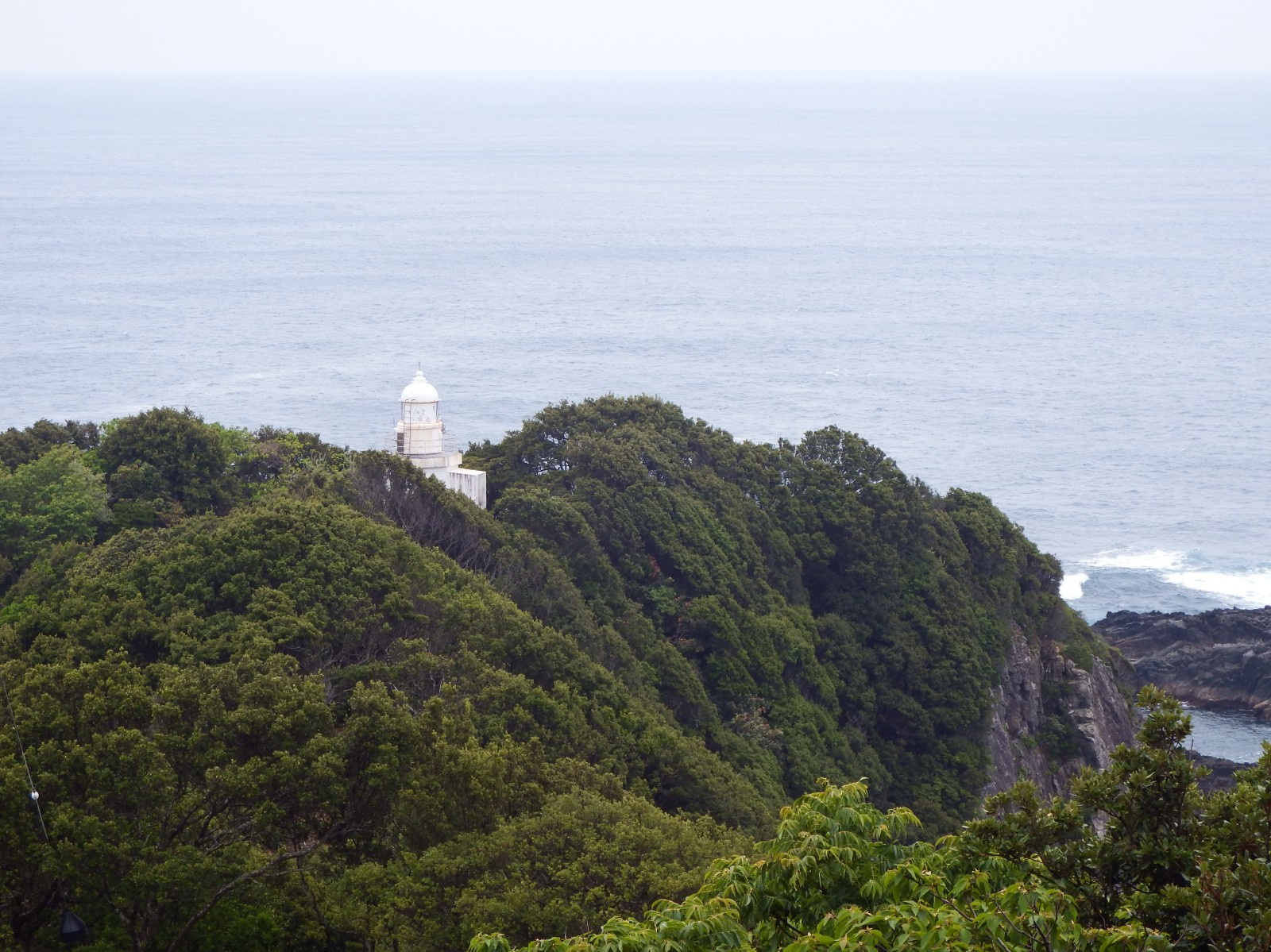
③叶埼灯台
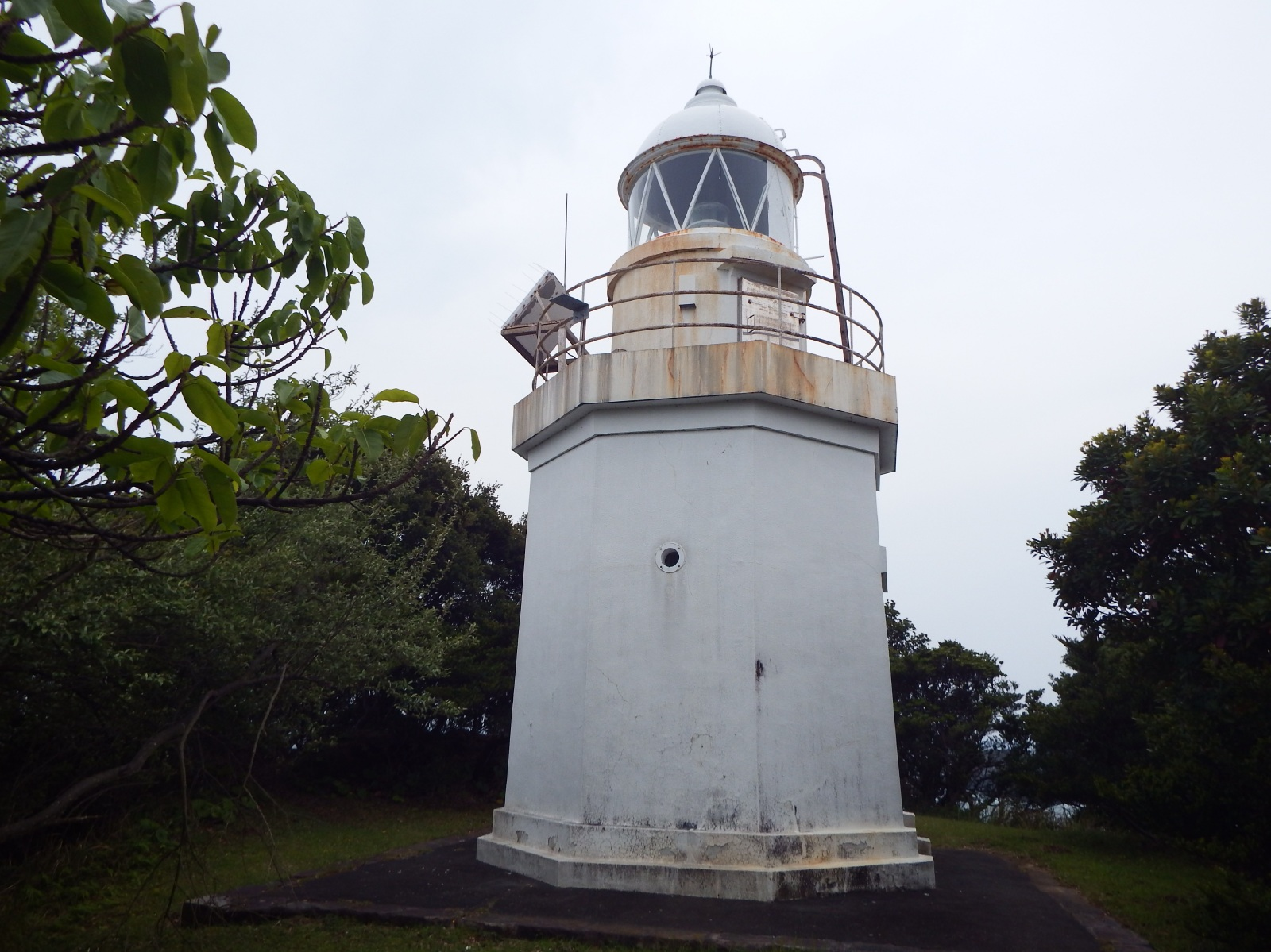
③叶埼灯台
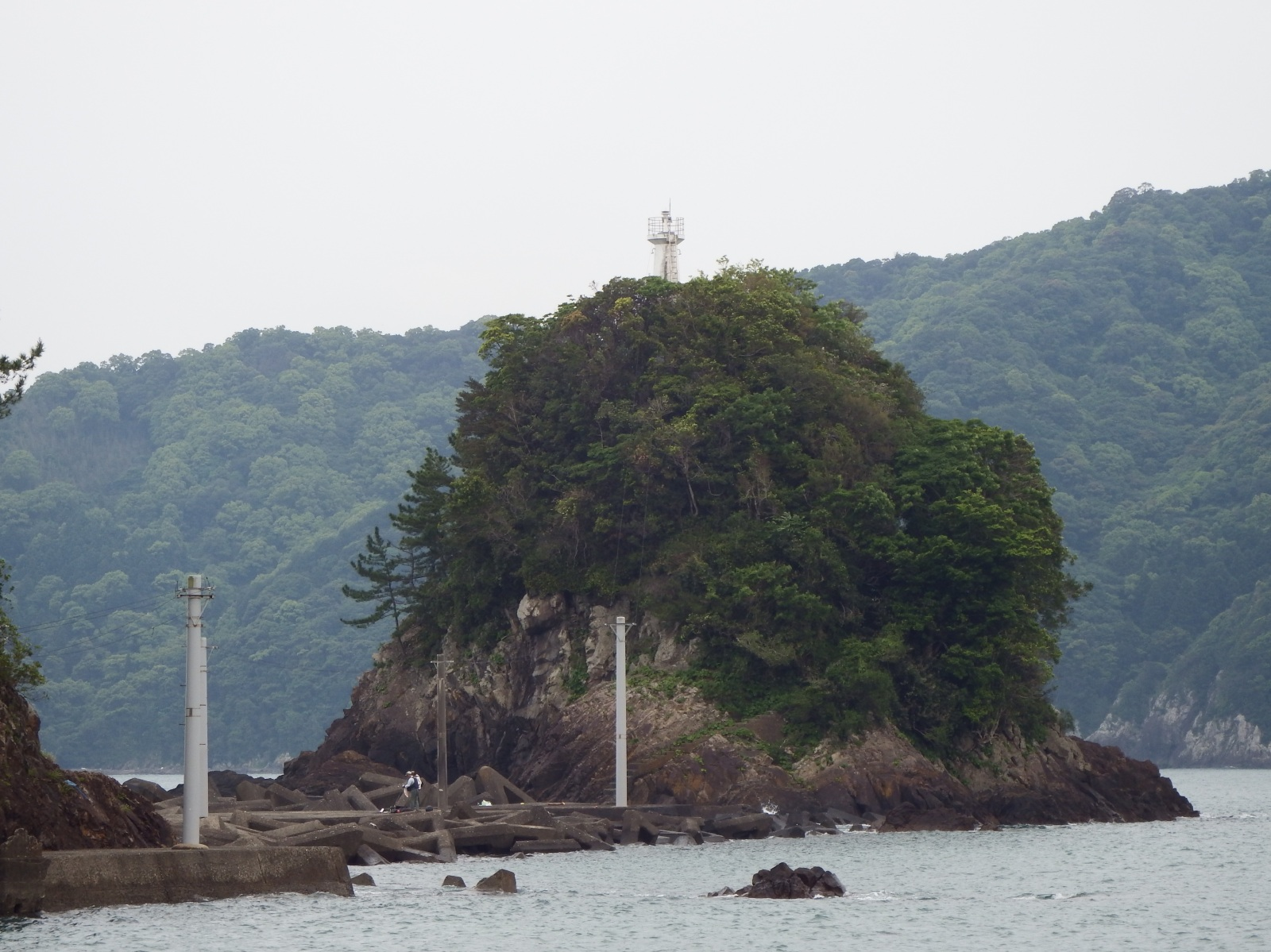
④双名南島灯台
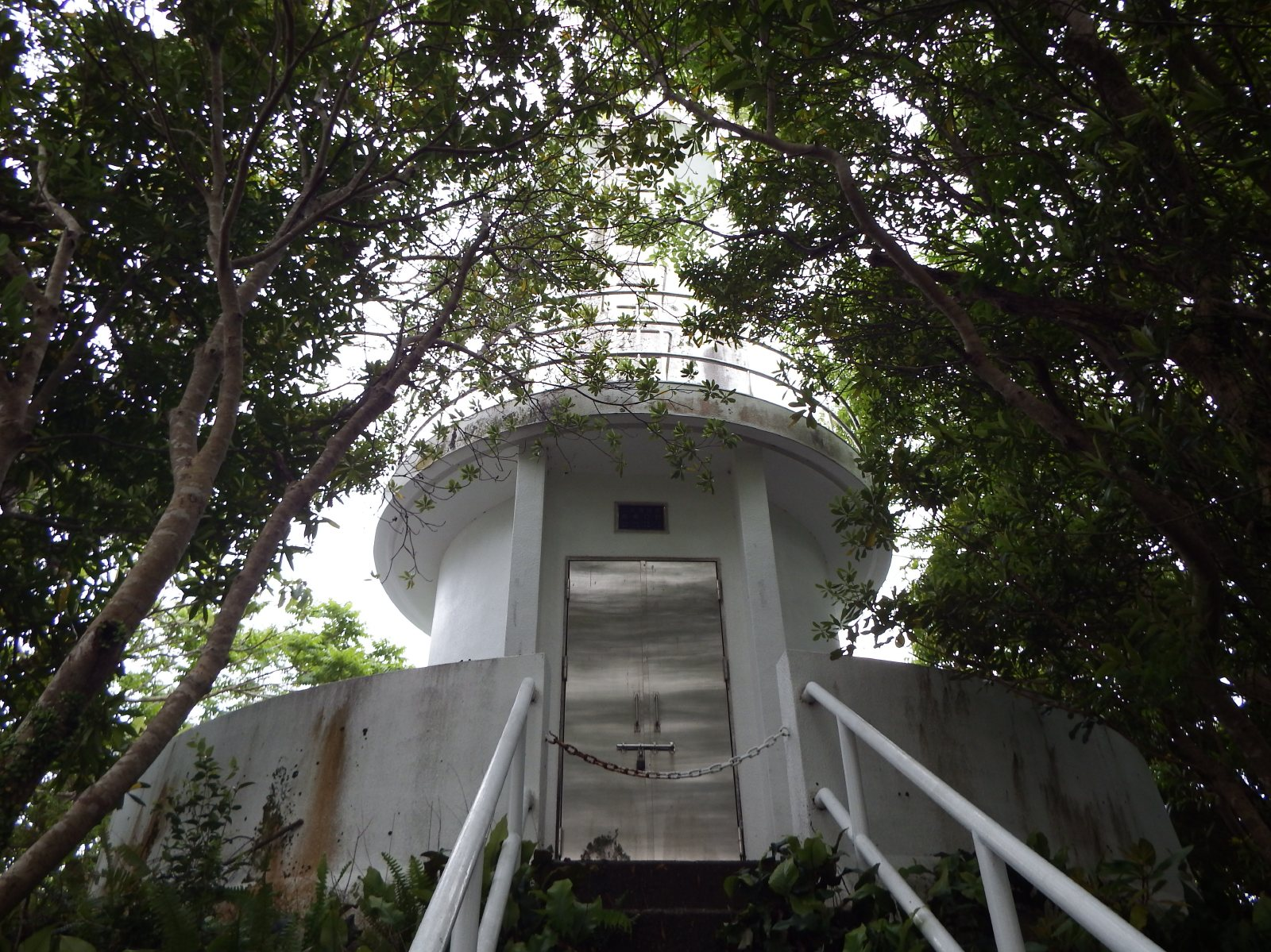
④双名南島灯台
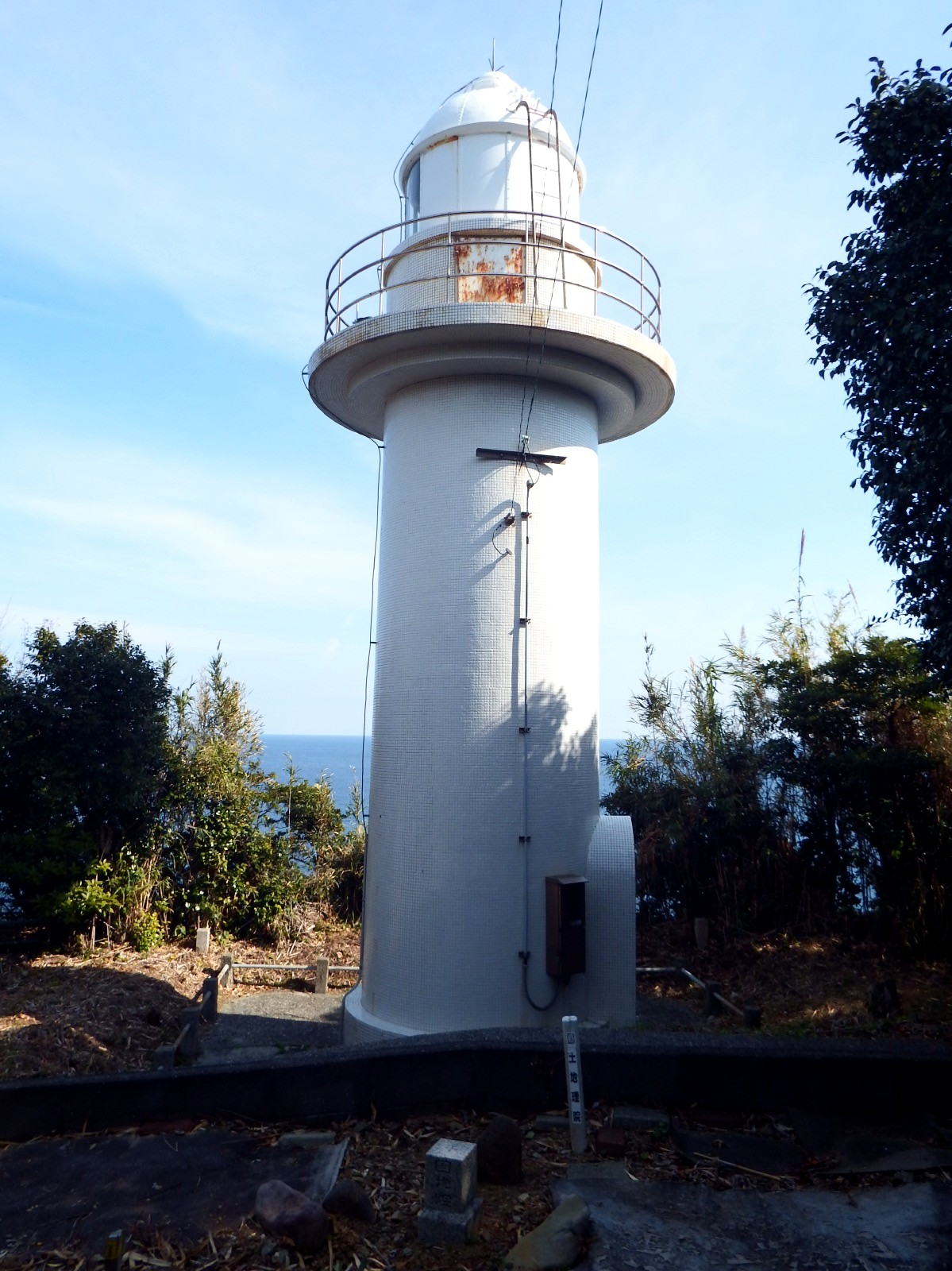
⑤窪津埼灯台 標高43.7の三角点がある
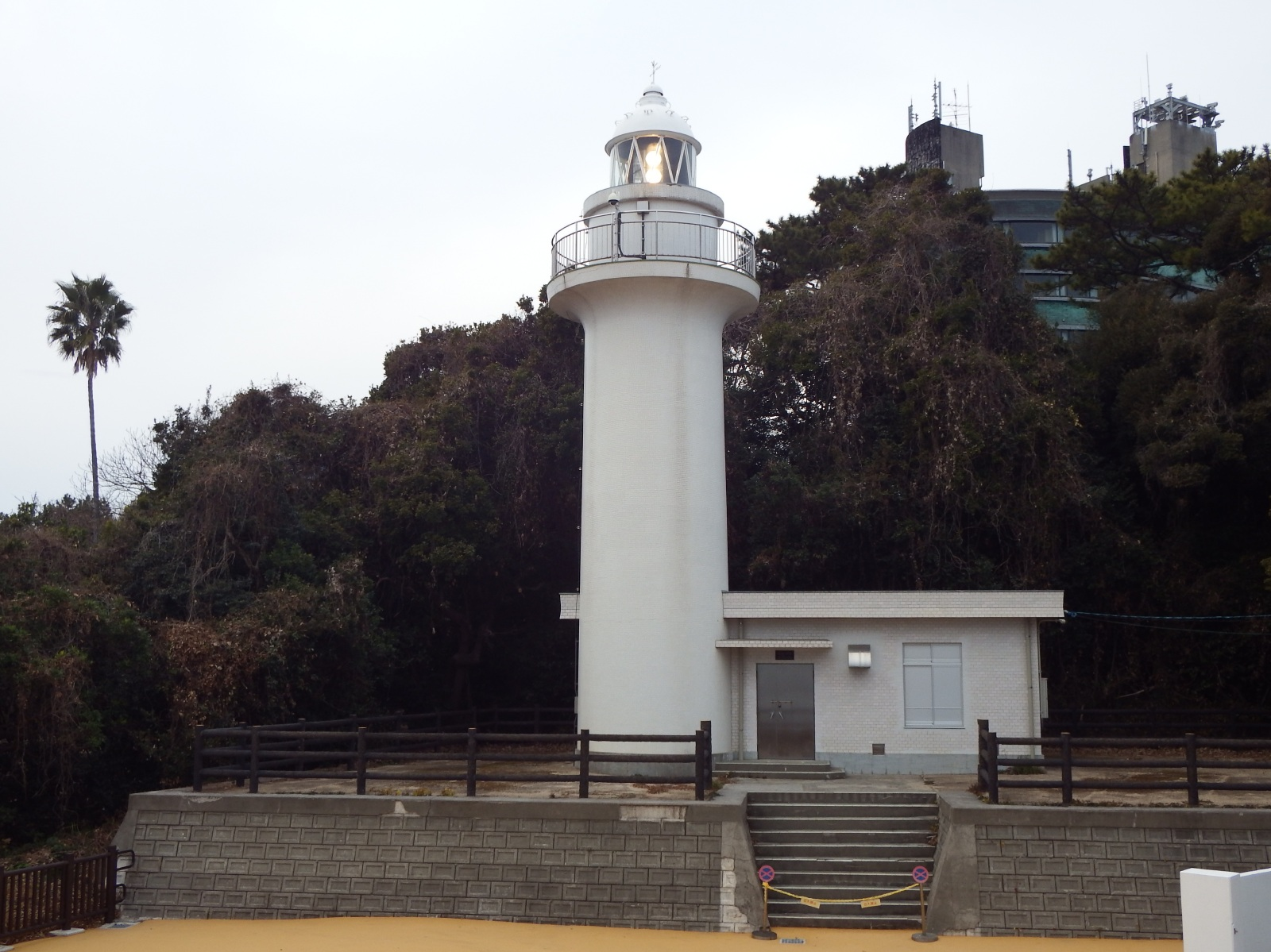
⑥高知灯台
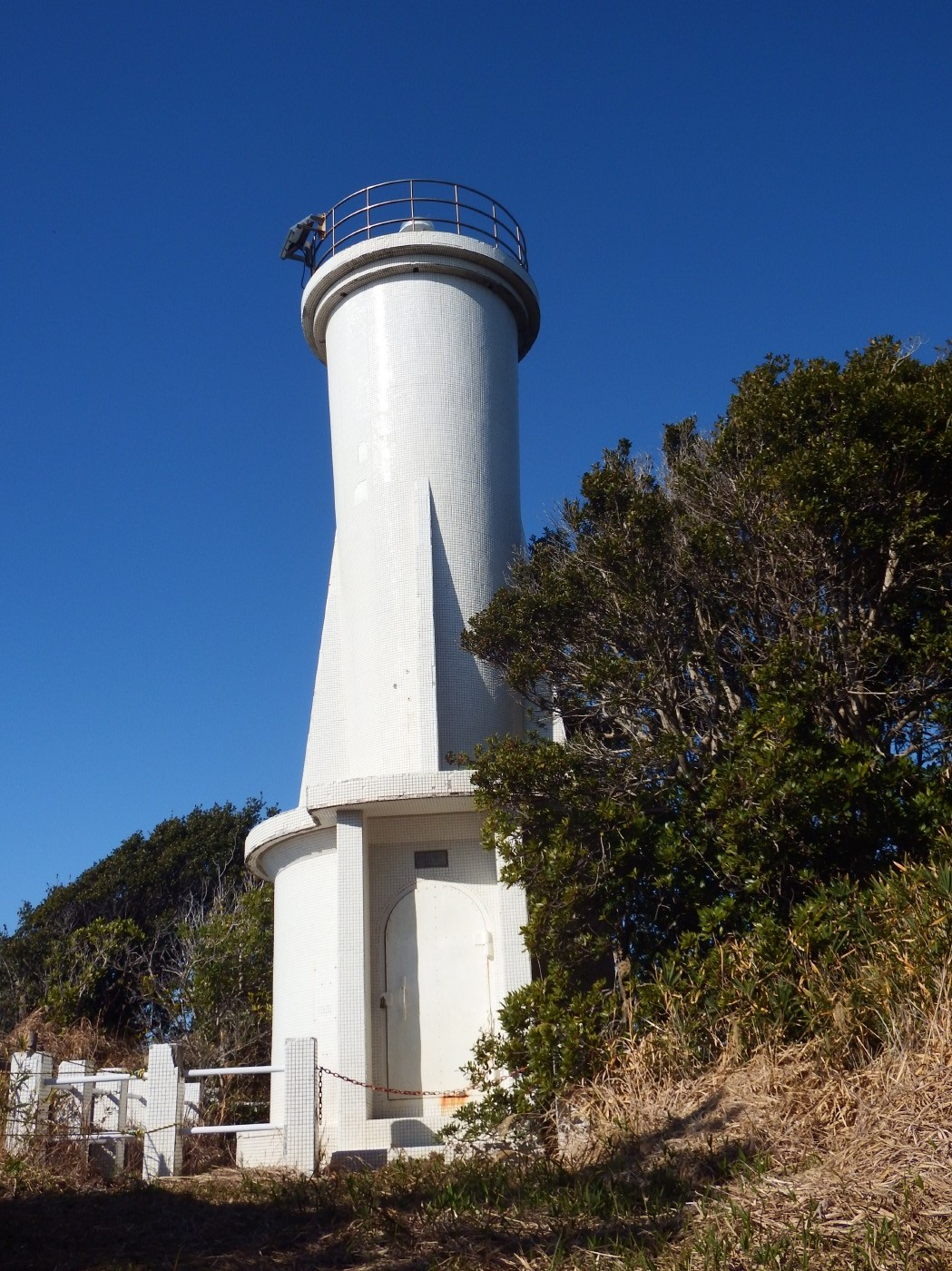
⑦手結埼灯台
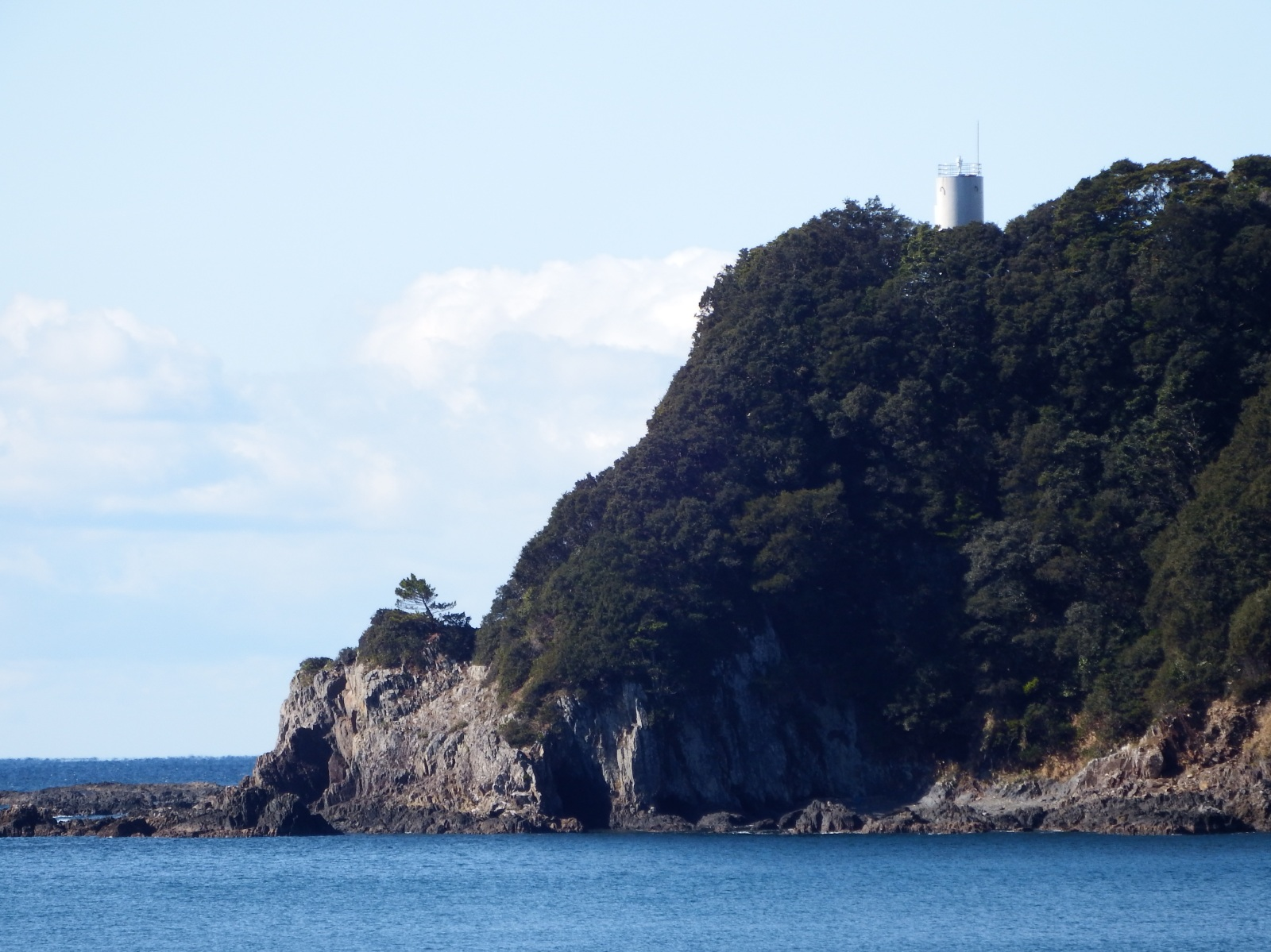
⑧土佐清水港灯台

## 防波堤灯台
- あしずり港第三防波堤西灯台 高知県土佐清水市（あしずり港第三防波堤西端）
- あしずり港防波堤灯台 高知県土佐清水市（あしずり港防波堤外端）
- 安芸港沖防波堤灯台 高知県安芸市（沖防波堤外端）
- 安田港東防波堤灯台 高知県安芸郡安田町（安田港東防波堤外端）
- 以布利港沖第三防波堤北灯台 高知県土佐清水市（以布利港沖第三防波堤北端）
- 以布利港沖第二防波堤北灯台 高知県土佐清水市（以布利港沖第二防波堤北端）
- 以布利港沖防波堤灯台 高知県土佐清水市（以布利港沖防波堤外端）
- 伊佐港防波堤灯台 高知県土佐清水市（伊佐港防波堤外端）
- 伊田港防波堤灯台 高知県幡多郡黒潮町（伊田港防波堤外端）
- 一切港第二防波堤灯台 高知県幡多郡大月町（一切港第二防波堤外端）
- 宇佐港萩崎防波堤灯台 高知県宇佐港（港萩防波堤外端）A(赤）
- 宇佐港港口第二防波堤東灯台 高知県宇佐港（港口第二防波堤東端）B(白)
- 宇佐港導流堤灯台 高知県宇佐港（第4号導流堤外端）C(白)

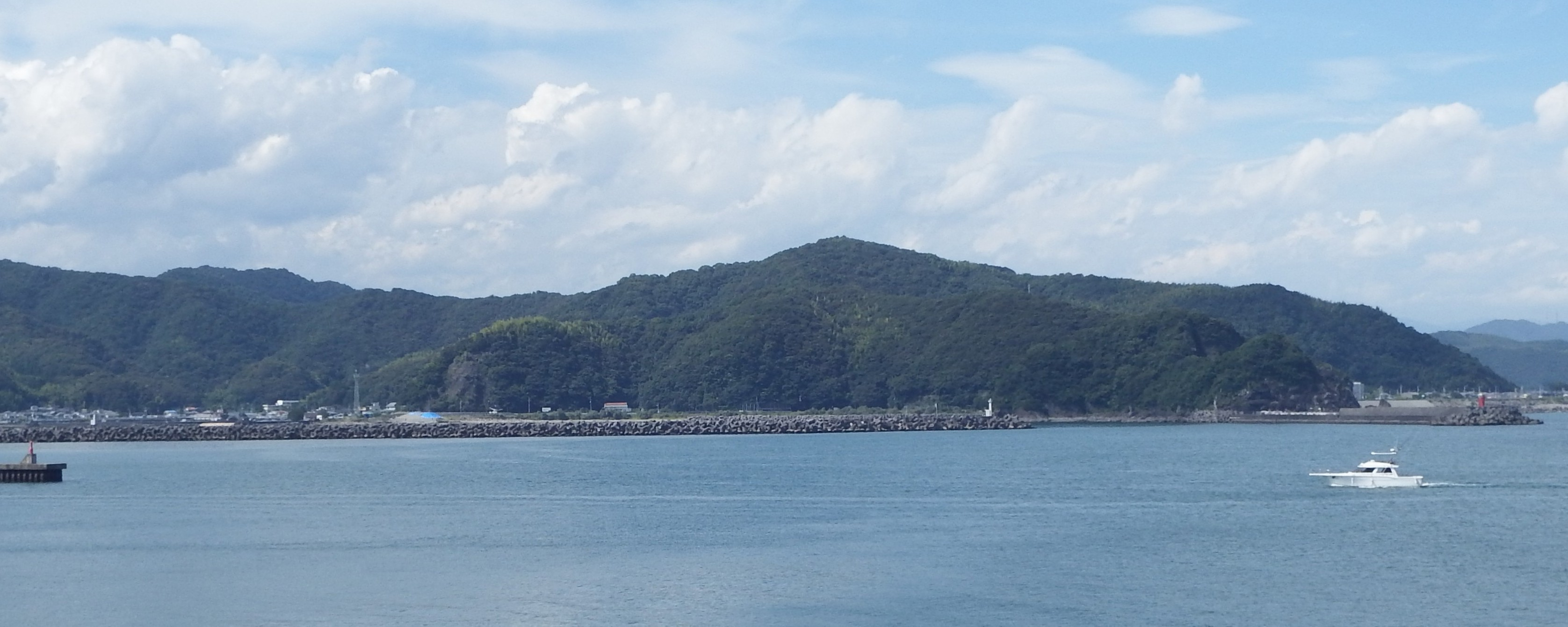
宇佐港 右からA B C

- 下ノ加江港外港第四防波堤灯台 高知県土佐清水市（下ノ加江港外港第四防波堤外端）
- 下ノ加江港口防波堤灯台 高知県土佐清水市（下ノ加江港外港第四防波堤外端）
- 加領郷港沖防波堤灯台 高知県安芸郡奈半利町（加領郷港沖防波堤外端）

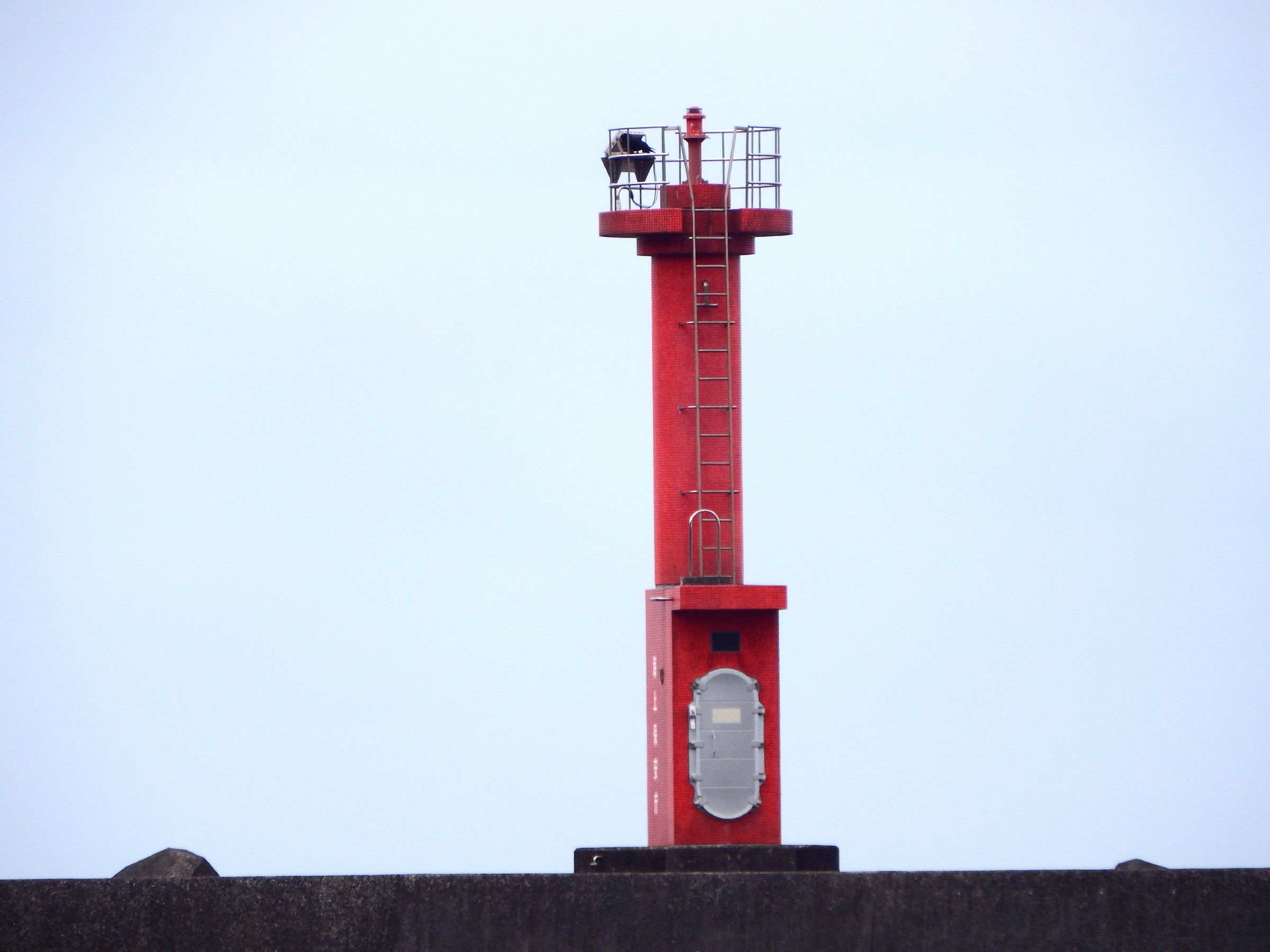
加領郷港沖防波堤灯台

- 吉川港東防波堤灯台 高知県香南市（吉川港東防波堤外端）
- 久礼港久礼防波堤灯台 高知県久礼港（久礼防波堤外端）

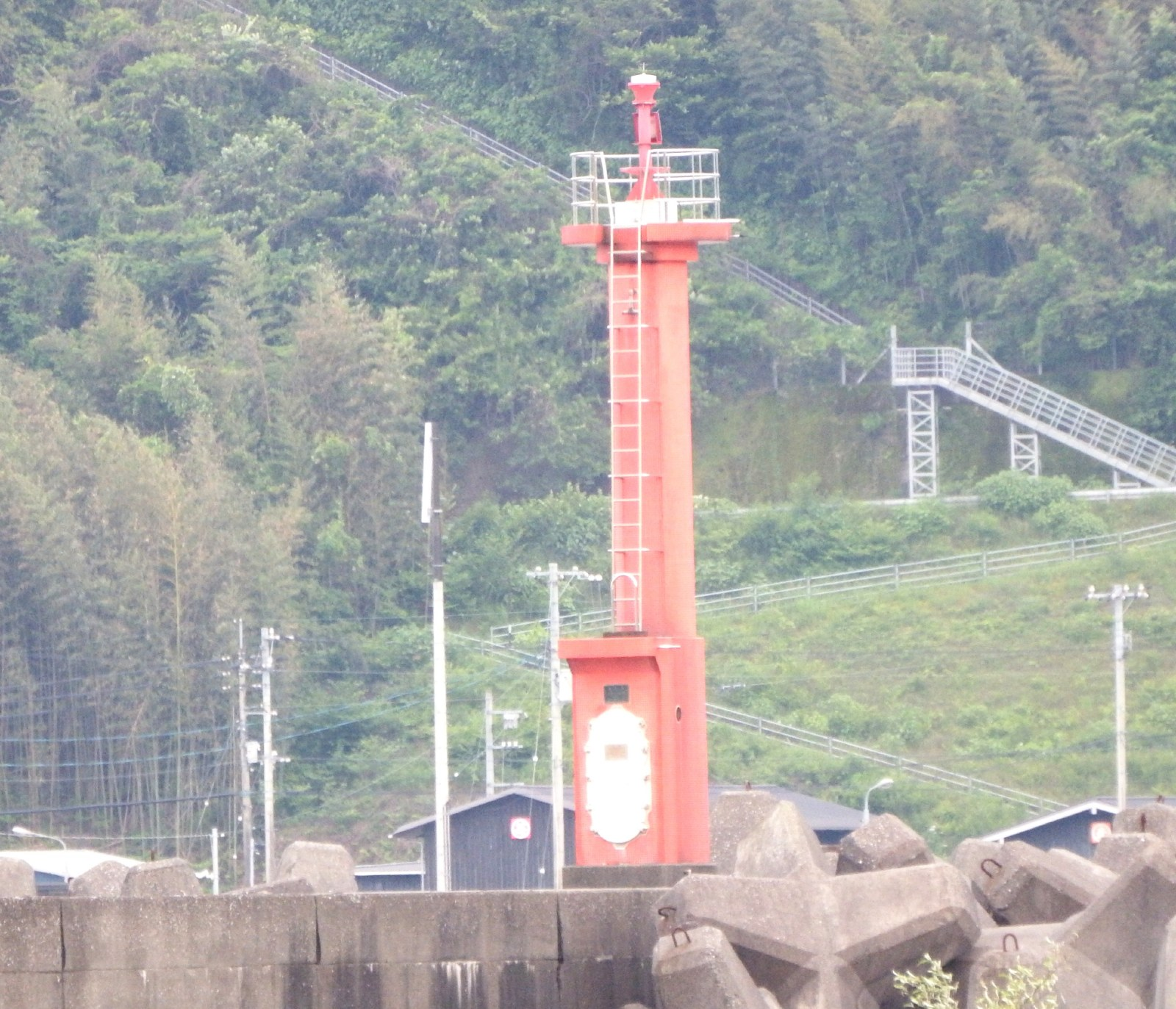
久礼防波堤灯台

- 窪津港沖防波堤灯台 高知県土佐清水市（窪津港沖防波堤外端）

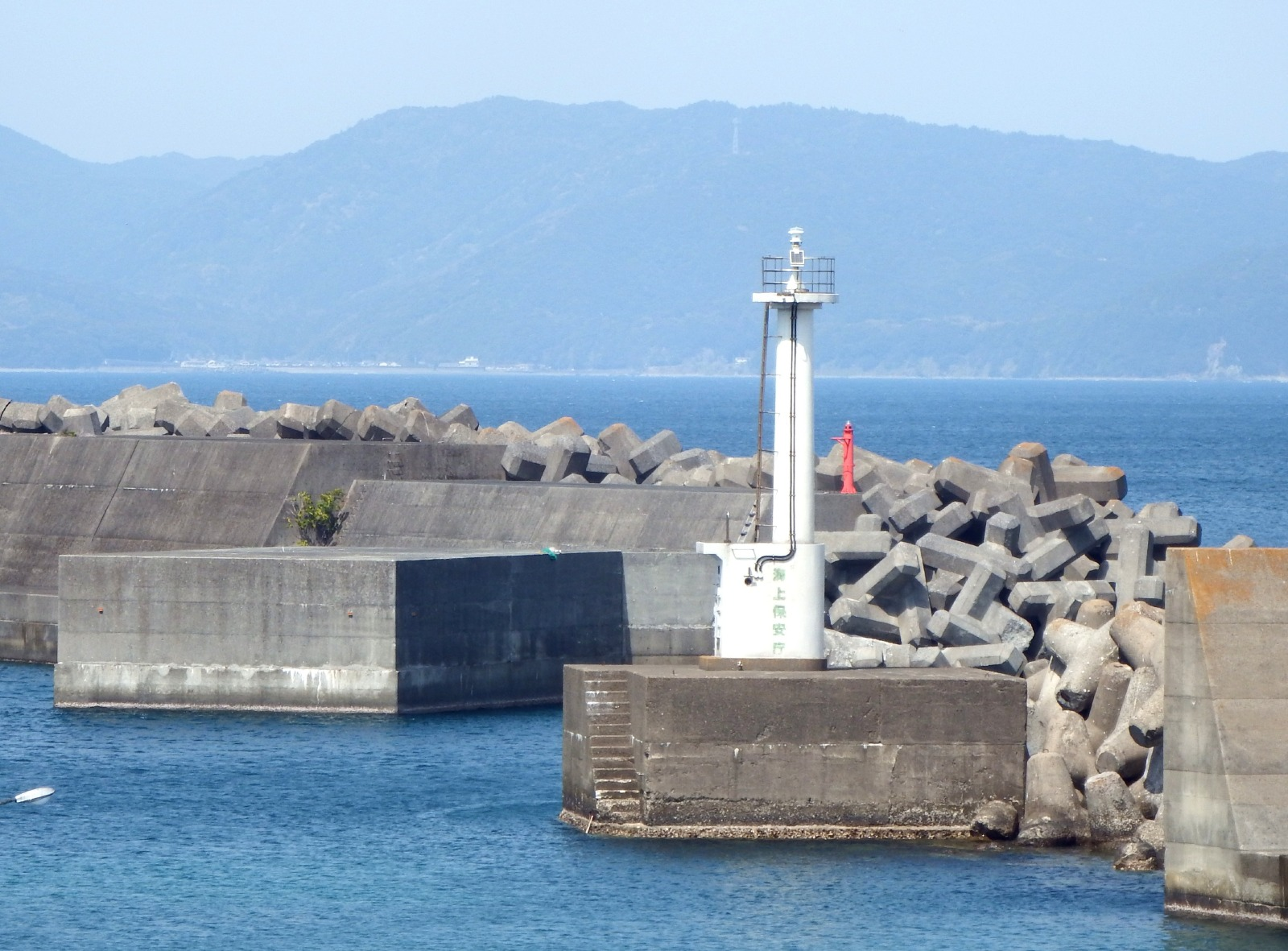
窪津港沖防波堤外端

- 甲浦港葛島防波堤灯台 高知県甲浦港（葛島防波堤外端）
- 甲浦港港口防波堤灯台 高知県甲浦港（港口防波堤外端）
- 高知港浦戸1号導流堤灯台 高知県高知港（浦戸1号導流堤外端）
- 高知港御畳瀬防波堤灯台 高知県高知港（御畳瀬南側防波堤外端）
- 高知港口防波堤灯台 高知県高知港（港口防波堤外端）
- 高知港種崎防波堤灯台 高知県高知港（種崎防波堤外端）
- 高知港藻洲潟防波堤灯台 高知県高知港（藻洲潟防波堤外端）
- 高知港東第一仮防波堤灯台 高知県高知港（東第一仮防波堤外端）
- 高知港東第一防波堤西仮設灯台 高知県高知港（東第一防波堤南西端）
- 高知港東第一防波堤西灯台 高知県高知港（東第一防波堤西端）
- 高知港東第一防波堤東灯台 高知県高知港（東第一防波堤東端）
- 高知港南防波堤西灯台 高知県高知港（南防波堤西端）
- 高知港南防波堤東仮設灯台 高知県高知港（南防波堤東端）
- 高知港防波堤灯台 高知県高知港（港口南側防波堤外端）
- 佐賀港厳島防波堤二北灯台 高知県佐賀港（厳島防波堤二北端）

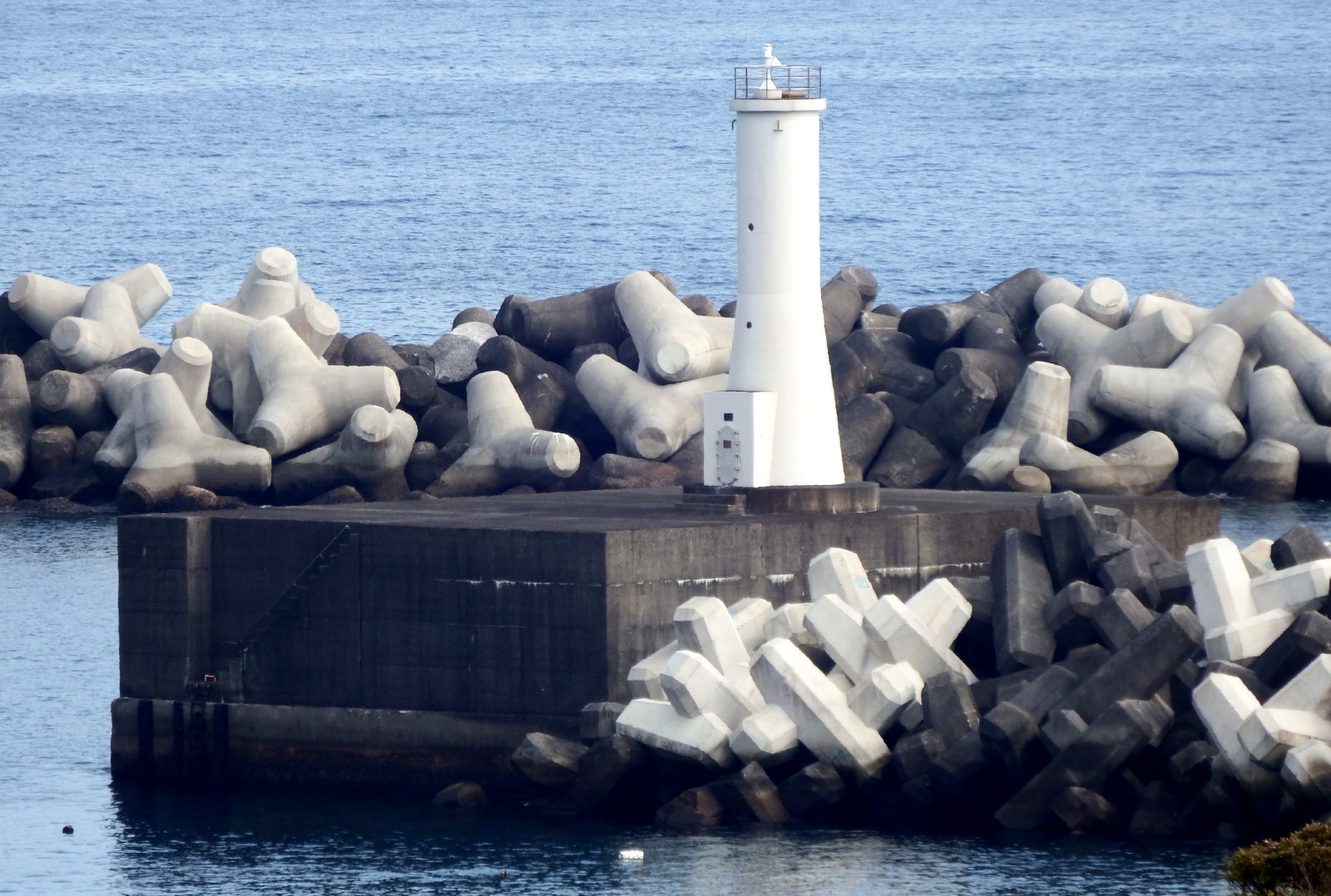
佐賀港厳島防波堤二北灯台

- 佐賀港第二防波堤灯台 高知県佐賀港（第二防波堤外端）
- 佐賀港防砂堤灯台 高知県佐賀港（防砂堤外端）
- 佐賀港防波堤灯台 高知県佐賀港（防砂堤外端）
- 佐喜浜港沖第二防波堤北灯台 高知県室戸市（佐喜浜港沖第二防波堤北端）
- 三津港北防波堤灯台 高知県室戸市（三津港北防波堤外端）
- 室戸岬港1号外防波堤灯台 高知県室戸岬港（1号外防波堤外端）
- 室戸岬港沖防波堤A灯台 高知県室戸岬港（沖防波堤A外端）白
- 室戸岬港沖防波堤A南灯台 高知県室戸岬港（沖防波堤A南端）
- 室戸岬港沖防波堤B西灯台 高知県室戸岬港（沖防波堤B西端）赤
- 室戸岬港沖防波堤灯台 高知県室戸岬港（沖防波堤西端）赤
- 室戸岬港外防波堤灯台 高知県室戸岬港（外防波堤外端）

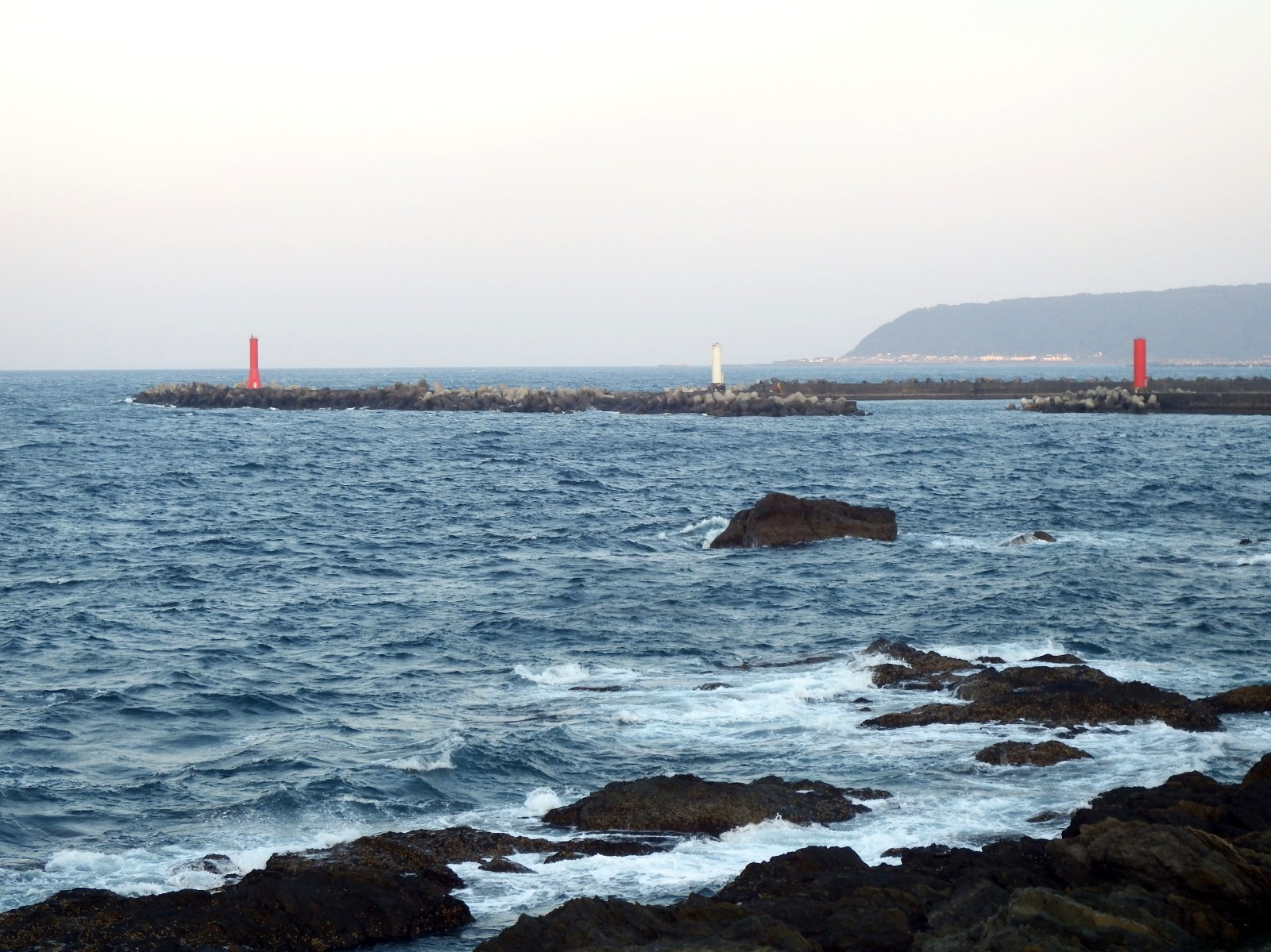
室戸岬港沖　防波堤B西 防波堤A 防波堤（左から

- 手結港外港第一防波堤灯台 高知県香南市（手結港外港第一防波堤外端）
- 手結港外第一防波堤灯台 高知県香美郡夜須町（手結港外港第一防波堤外端）
- 住吉港東防波堤灯台 高知県香南市（住吉漁港東防波堤外端）
- 小才角港防波堤灯台 高知県幡多郡大月町（小才角港防波堤外端）

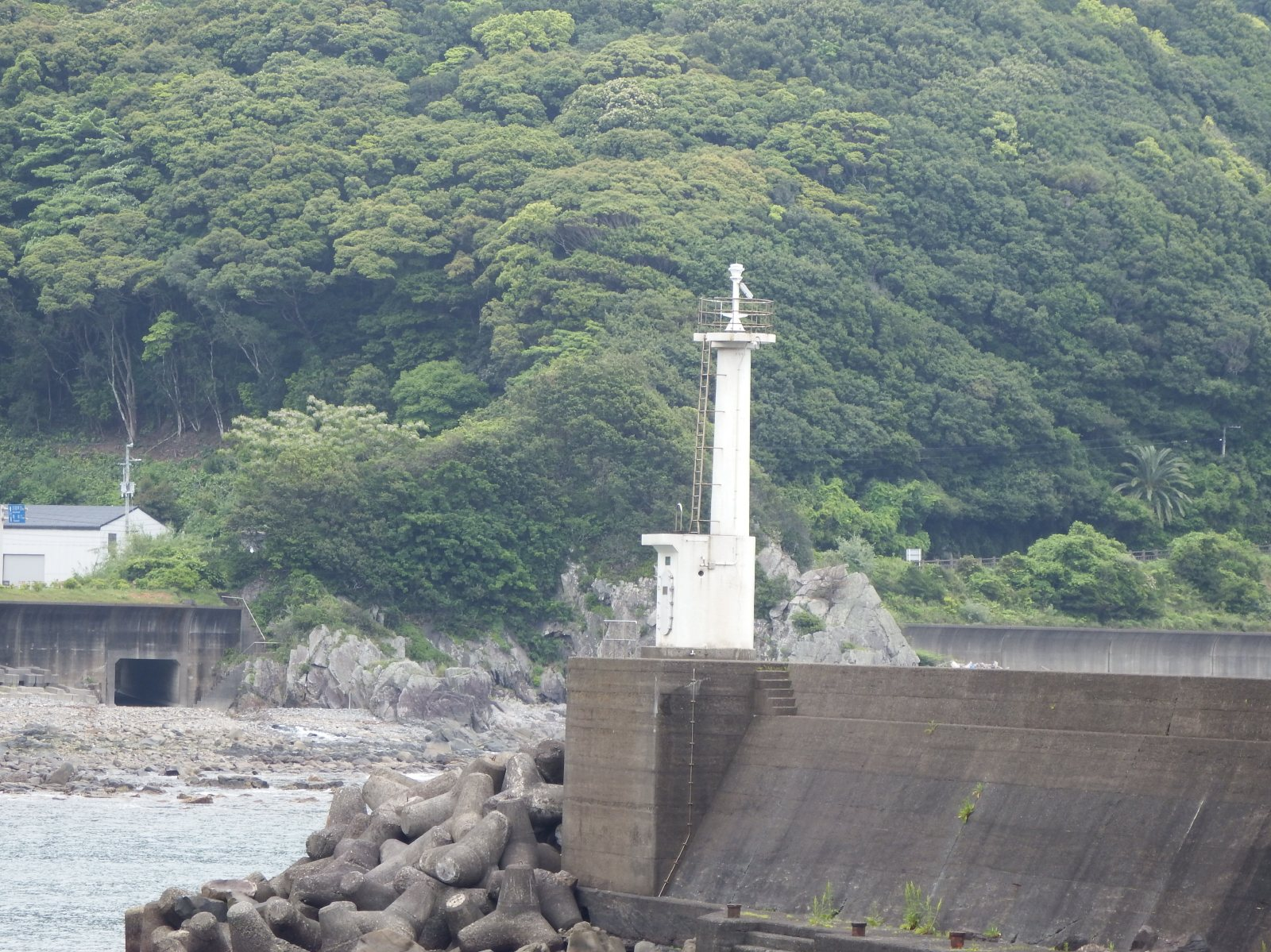
小才角港防波堤灯台

- 小室港沖防波堤灯台 高知県高岡郡四万十町（小室港沖防波堤外端）
- 上ノ加江港防波堤灯台 高知県上ノ加江港（防波堤外端）
- 上川口港第五防波堤西灯台 高知県幡多郡黒潮町（井ノ岬灯台の西北西方約4.0キロメートル）

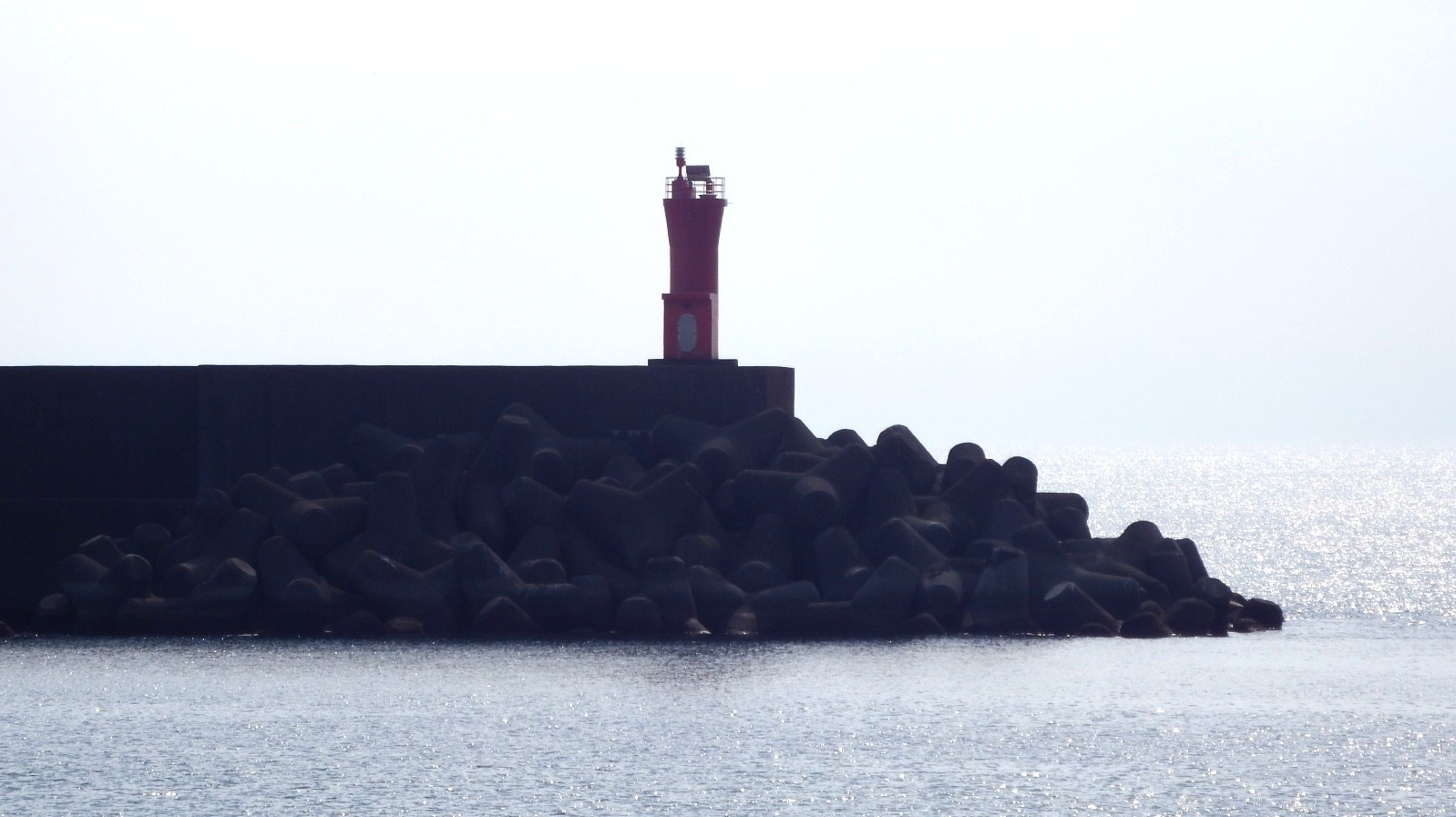
上川口港第五防波堤西灯台

- 須崎港湾口西防波堤東灯台 高知県須崎港（湾口西防波堤東端）
- 須崎港湾口東防波堤西仮設灯台 高知県須崎港（須崎港湾口東防波堤西端）
- 須崎港湾口東防波堤東灯台 高知県須崎港（湾口東防波堤東端）
- 赤岡港沖防波堤灯台 高知県香南市（赤岡港沖防波堤外端）
- 椎名港東防波堤灯台 高知県室戸市（椎名港東防波堤外端）

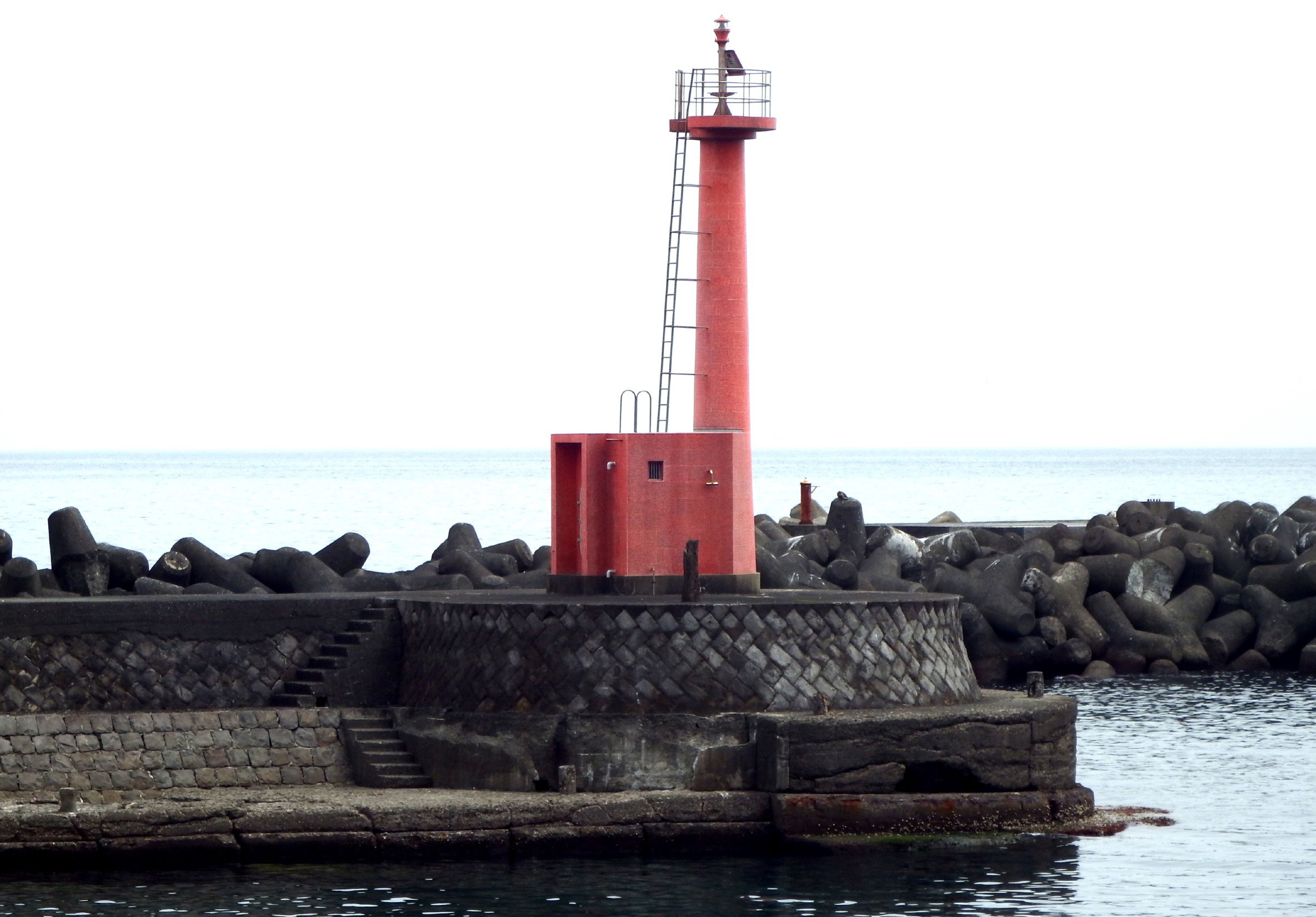
椎名港東防波堤灯台

- 田野浦港第二沖防波堤北灯台 高知県幡多郡黒潮町（田野浦港第二沖防波堤北端）
- 土佐沖ノ島港母島第三防波堤灯台 高知県宿毛市（沖ノ島港母島第三防波堤外端）
- 土佐下田港初崎導流堤灯台 高知県中村市（初崎導流堤外端）
- 土佐室津港外港防波堤灯台 高知県室津港（外港防波堤外端）
- 土佐室津港後免1号防波堤灯台 高知県室津港（後免1号防波堤外端）

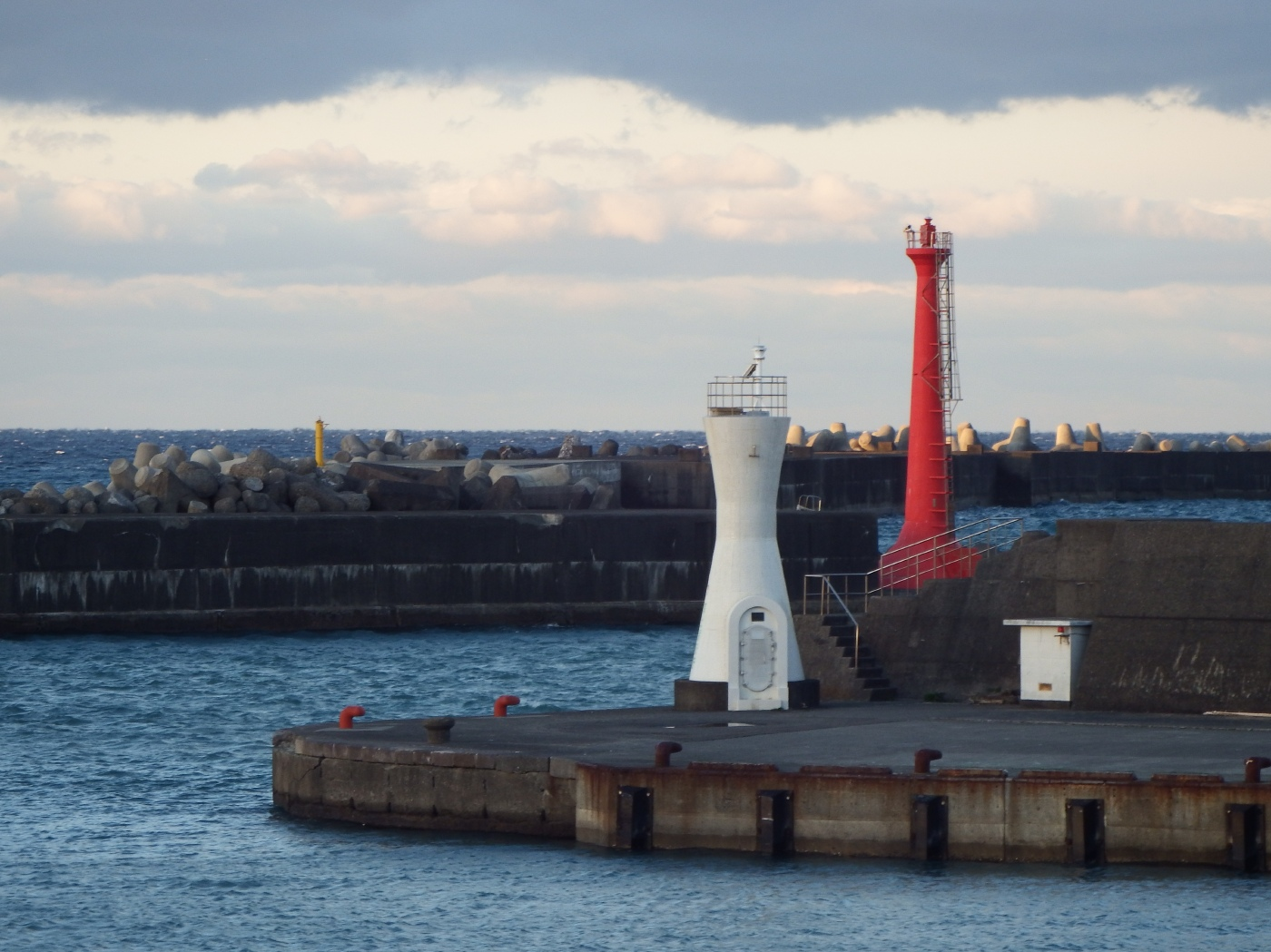
土佐室津港 外港（白）後免1号（赤）

- 土佐須崎港新荘第1号防波堤灯台 高知県須崎港（新荘第1号防波堤外端）
- 土佐須崎港浜町防波堤灯台 高知県須崎港（浜町防波堤外端）
- 土佐清水港飛島防波堤灯台 高知県清水港（飛島防波堤外端）
- 土佐清水港平碆防波堤灯台 高知県土佐清水港（平碆防波堤外端）

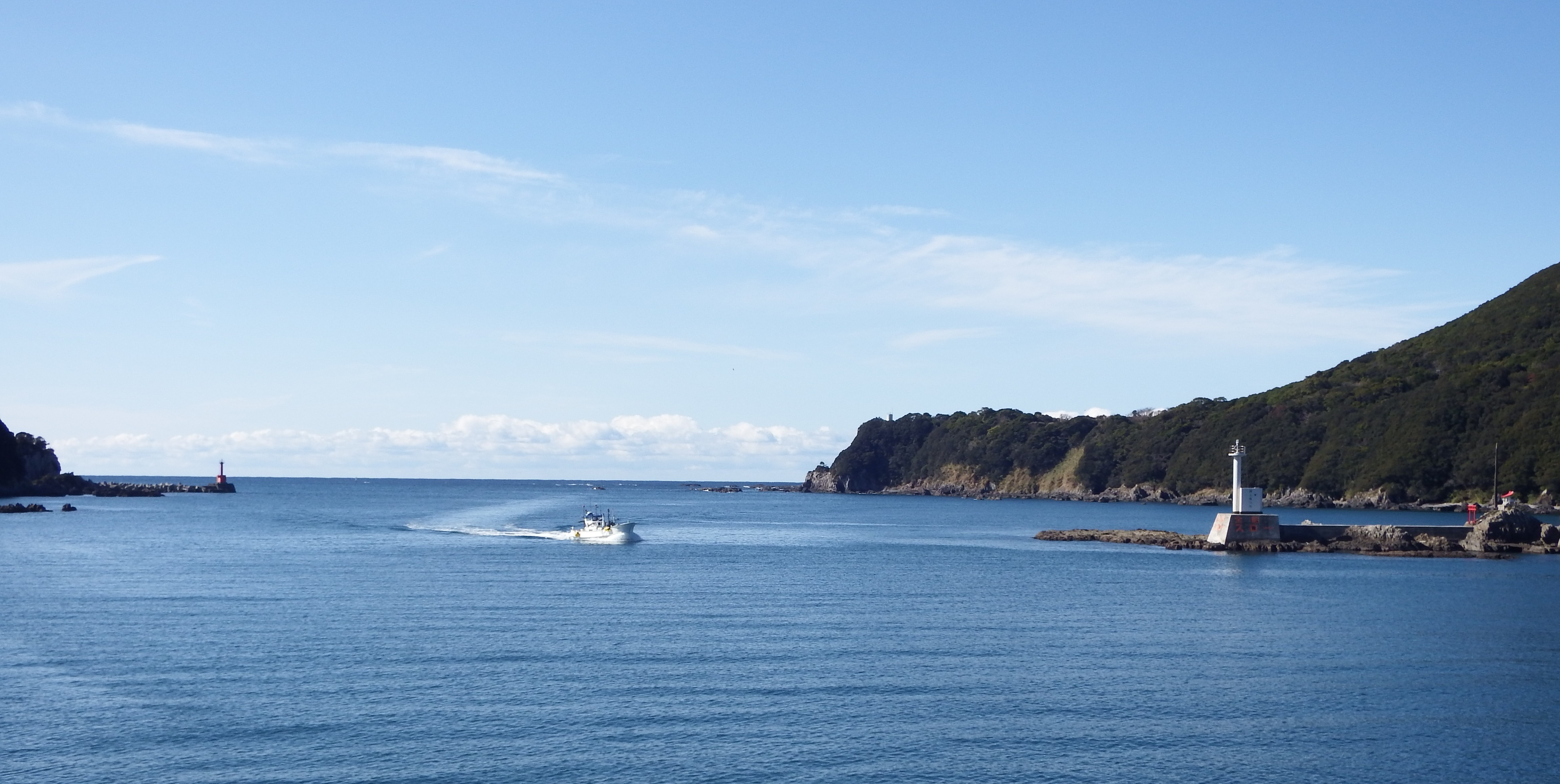
土佐清水港の防波堤灯台で平碆（赤）と飛島（白）、中央に土佐清水港灯台

- 土佐母島港外防波堤灯台 高知県宿毛市沖ノ島（母島港外防波堤外端）
- 奈半利港西防波堤灯台 高知県安芸郡奈半利町（奈半利港西防波堤外端）
- 奈半利港東防波堤灯台 高知県奈半利港（東防波堤外端）

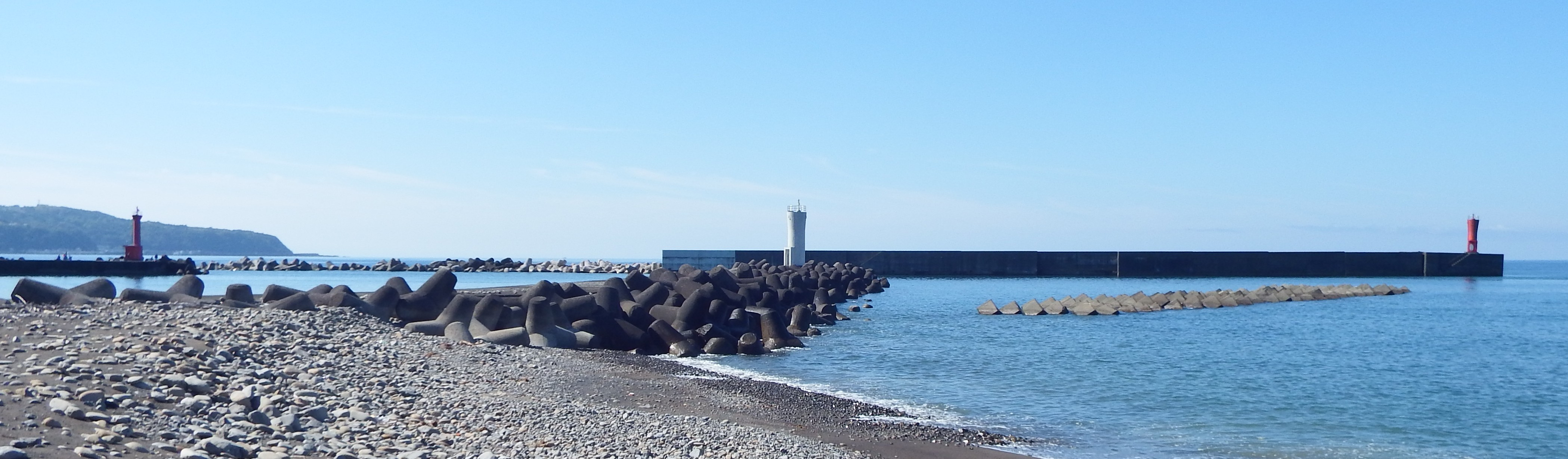
左から奈半利港東防波堤灯台 西防波堤灯台 港口南防波堤西灯台

- 入野港2号東防波堤灯台 高知県幡多郡黒潮町（入野港2号東防波堤外端）

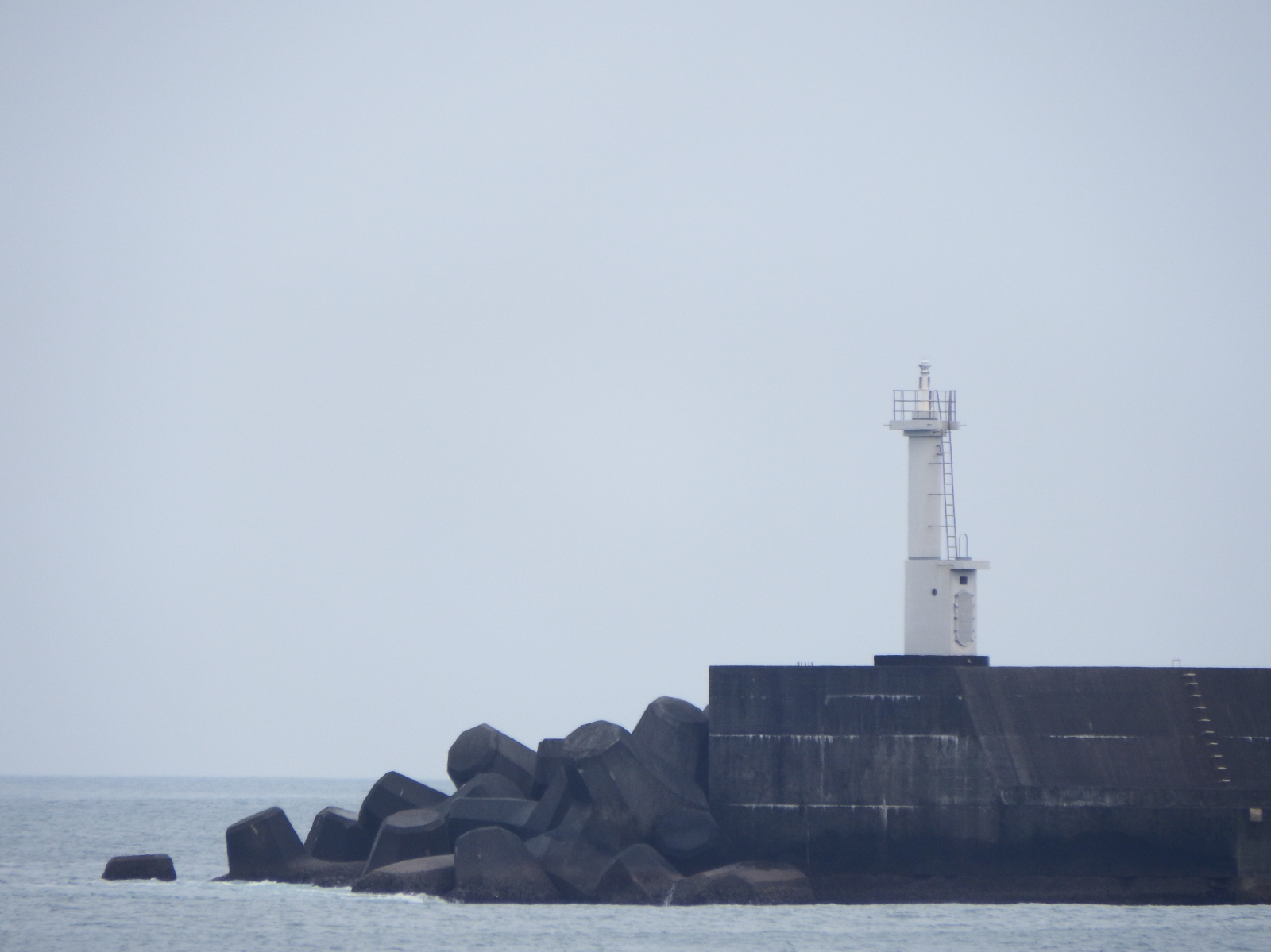
入野港2号東防波堤灯台

- 野根港沖防波堤北灯台 高知県野根港（沖防波堤北端）

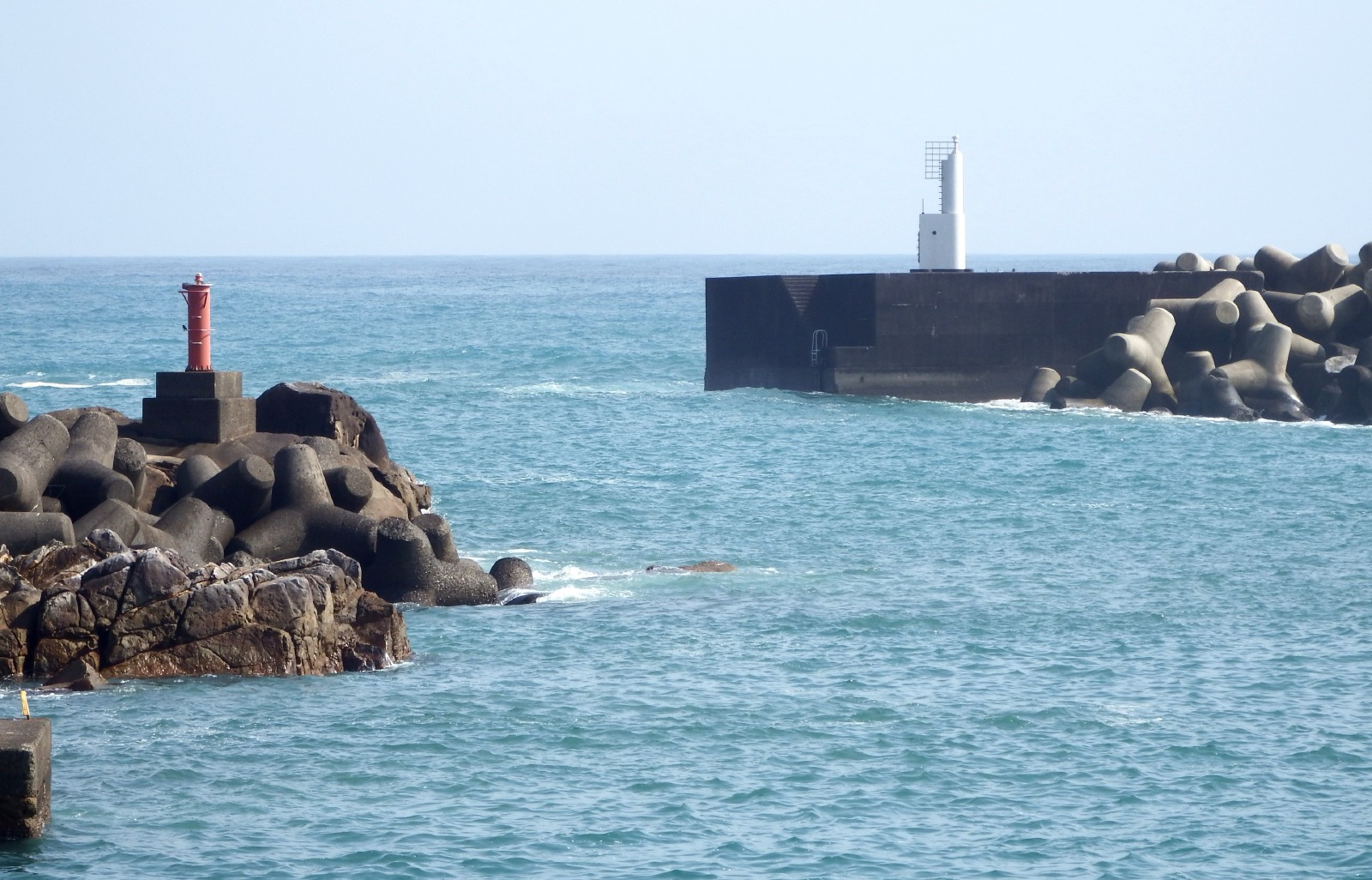
野根港沖防波堤北灯台（白）

- 竜串港A防波堤灯台 高知県土佐清水市（竜串港A防波堤外端）

## 照射灯
- 臼碆埼沖臼照射灯 高知県土佐清水市（臼碆埼灯台）
- 久礼港双名島南方照射灯 高知県久礼港（久礼港双名島灯台）
- 窪津埼ユスガ碆照射灯 高知県土佐清水市（窪津埼灯台）
- 山崎鼻ウカ碆照射灯 高知県須崎市（山崎鼻灯台）
- 西道埼北方照射灯 高知県四万十市（西道埼灯台）
- 足摺岬黄金碆照射灯 高知県土佐清水市（足摺岬灯台）
- 土佐清水港尾浦ノ鼻一ノ碆照射灯 高知県土佐清水市（土佐清水港灯台）
- 土佐長崎鼻白碆照射灯 高知県宿毛市（土佐長崎鼻灯台）
- 唐ノ浜南西方照射灯 高知県安芸郡安田町（唐ノ浜灯台）

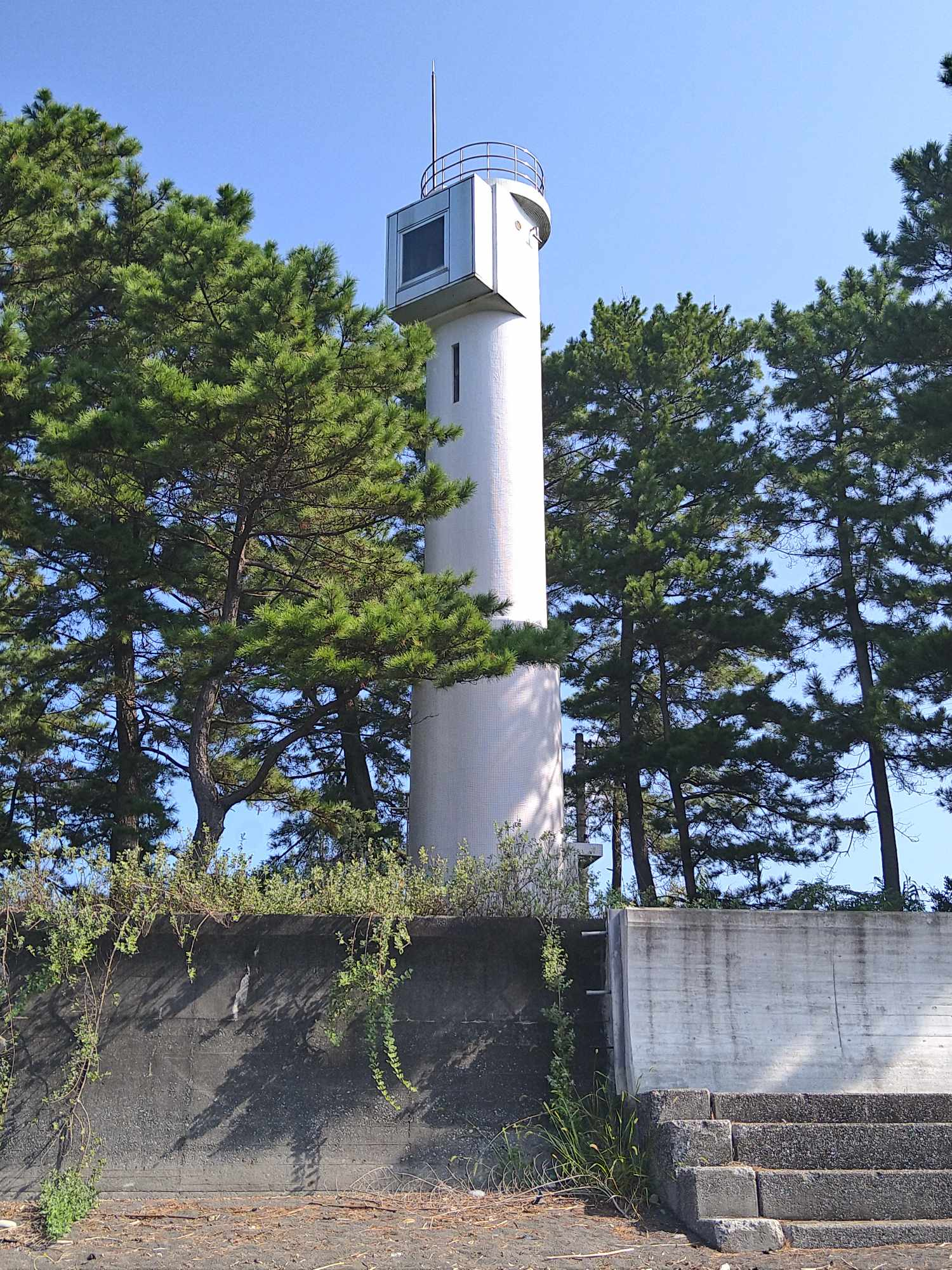
唐ノ浜南西方照射灯

- 白埼小島照射灯 高知県幡多郡大月町（白埼灯台）
- 入野港2号東防波堤東方照射灯 高知県幡多郡黒潮町（入野港2号東防波堤灯台）
- 伊田港防波堤沖ノヒラソ照射灯 高知県幡多郡黒潮町（伊田港防波堤灯台）

## 灯浮標
- 高知港玉島南待機泊地A灯浮標 高知県高知港（高知灯台の北西方約2.2キロメートル）
- 高知港玉島南待機泊地B灯浮標 高知県高知港（大畑山三角点の南西方約1.8キロメートル）
- 高知港第1号灯浮標 高知県高知港内（高知灯台の北東方約770メートル）
- 高知港第2号灯浮標 高知県高知港内（高知灯台の北方約770メートル）
- 高知港第4号灯浮標 高知県高知港（高知灯台の西北西方約910メートル）
- 高知港第6号灯浮標 高知県高知港（高知灯台の北西方約1.3キロメートル）
- 高知港第9号灯浮標 高知県高知港（高知灯台の北西方約2.0キロメートル）
- 高知港第10号灯浮標 高知県高知港（大畑山三角点の南南西方約2.0キロメートル）
- 高知港第11号灯浮標 高知県高知港（大畑山三角点の南西方約1.4キロメートル）
- 高知港第12号灯浮標 高知県高知港（大畑山三角点の西南西方約740メートル）
- 高知港第13号灯浮標 高知県高知港内（大畑山三角点の西北西方約850メートル）
- 高知港第14号灯浮標 高知県高知港（大畑山三角点の北西方約790メートル）
- 高知港第16号灯浮標 高知県高知港（大畑山三角点の北北西方約1.2キロメートル）
- 高知港第17号灯浮標 高知県高知港内（大畑山三角点の北北西方約1.7キロメートル）
- 高知港第19号灯浮標 高知県高知港内（大畑山三角点の北北西方約2.3キロメートル）
- 室戸沖黒潮牧場灯浮標 室戸岬灯台（高知県室戸市）の南南西方約26キロメートル
- 室戸岬沖津波観測灯浮標 室戸岬灯台（高知県室戸市）の南南東方約12キロメートル
- 杓子礁灯浮標 高知県甲浦港（甲浦灯台の東方約550メートル）
- 宿毛港鼻ノ碆灯浮標 池ノ島灯台（高知県宿毛市）の南西方約980メートル
- 宿毛湾港鼻ノ碆灯浮標 高知県宿毛湾港（池島灯台の南西方約980メートル）
- 須崎港湾口西防波堤築造工事区域H灯浮標 高知県須崎港（土佐須崎港浜町防波堤灯台の南南西方約1.2キロメートル）
- 足摺沖黒潮牧場A灯浮標 足摺岬灯台（高知県土佐清水市）の東方約46キロメートル
- 足摺岬沖GPS波浪観測灯浮標 足摺岬灯台（高知県土佐清水市）の南東方約16キロメートル

## 橋梁灯
- 浦戸大橋橋梁灯（C1灯） 高知県高知港内（高知港防波堤灯台の西方約1.4キロメートル）
- 浦戸大橋橋梁灯（C2灯） 高知県高知港内（高知港防波堤灯台の西方約1.4キロメートル）
- 浦戸大橋橋梁灯（L1灯） 浦戸大橋橋梁灯（C1灯）の南方約75メートル
- 浦戸大橋橋梁灯（L2灯） 浦戸大橋橋梁灯（C2灯）の南方約75メートル
- 浦戸大橋橋梁灯（R1灯） 浦戸大橋橋梁灯（C1灯）の北方約75メートル
- 浦戸大橋橋梁灯（R2灯） 浦戸大橋橋梁灯（C2灯）の北方約75メートル

## 導灯
- 佐喜浜港導灯（前灯） 高知県室戸市（佐喜浜）

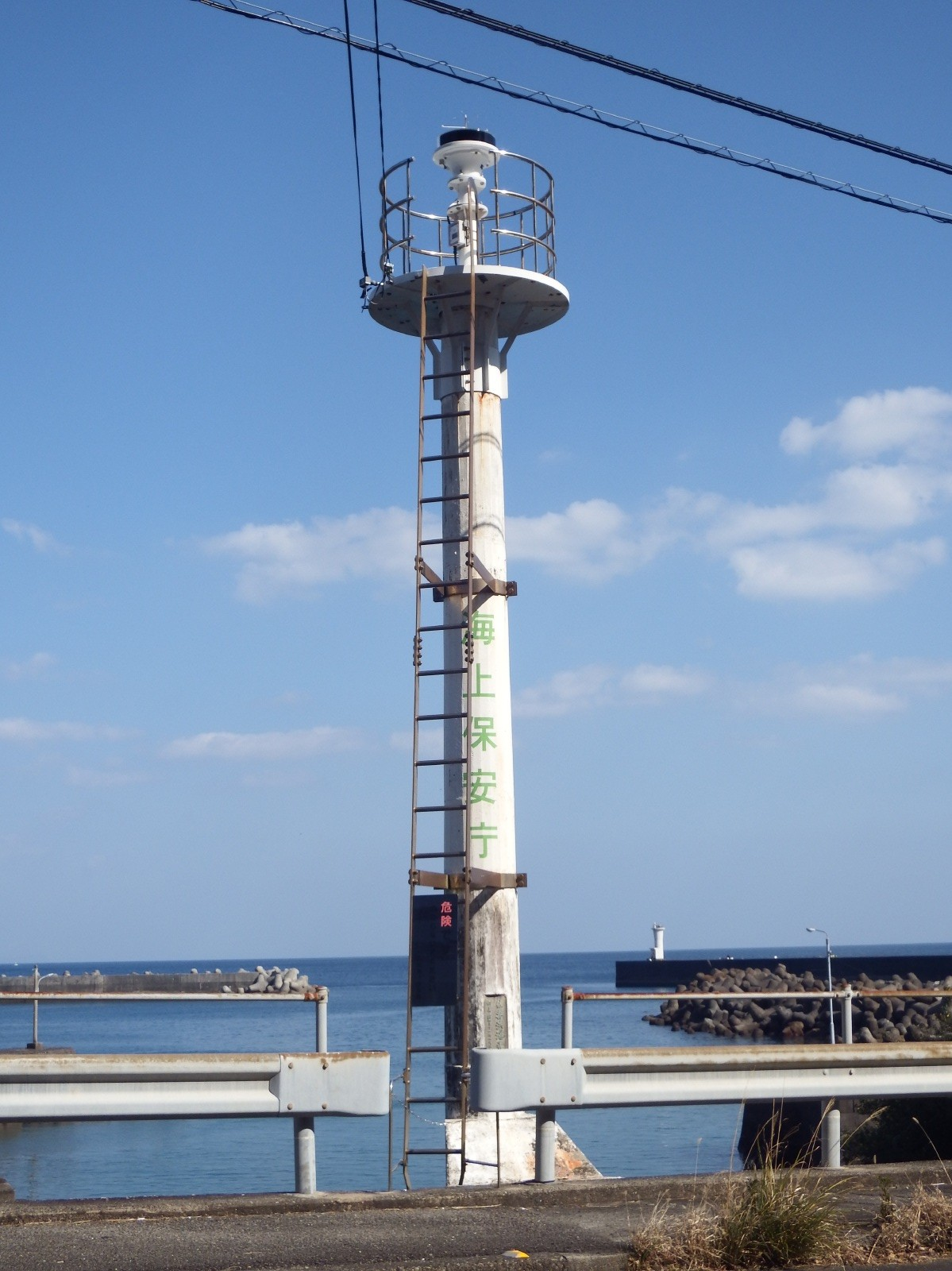
佐喜浜港導灯（前灯）と佐喜浜港沖第二防波堤北灯台

- 佐喜浜港導灯（後灯） 高知県室戸市（前灯の西南西方約37メートル）

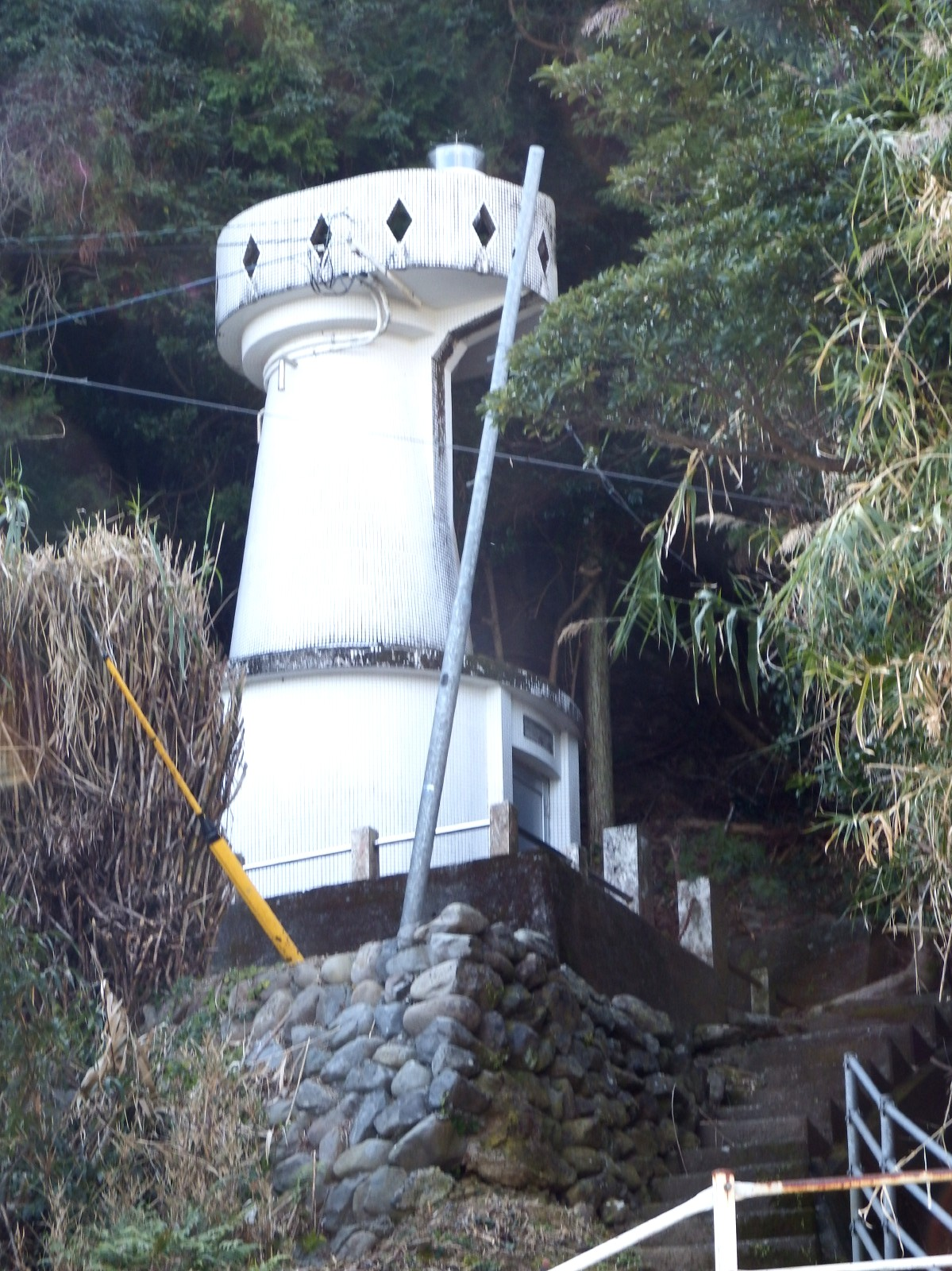
佐喜浜港導灯（後灯）

## 施設灯
- 土佐黒潮牧場6号施設灯 足摺岬灯台（高知県土佐清水市）の東方約46キロメートル
- 土佐黒潮牧場8号施設灯 興津埼灯台（高知県高岡郡四万十町）の東南東方約26キロメートル
- 土佐黒潮牧場9号施設灯 足摺岬灯台（高知県土佐清水市）の東南東方約26キロメートル
- 土佐黒潮牧場10号施設灯 室戸岬灯台（高知県室戸市）の南南西方約26キロメートル
- 土佐黒潮牧場11号施設灯 土佐沖ノ島灯台（高知県宿毛市）の南南西方約13キロメートル
- 土佐黒潮牧場12号施設灯 高知灯台（高知県高知市）の南方約42キロメートル
- 土佐黒潮牧場13号施設灯 足摺岬灯台（高知県土佐清水市）の南南西方約41キロメートル
- 土佐黒潮牧場14号施設灯 室戸岬灯台（高知県室戸市）の西南西方約31キロメートル
- 土佐黒潮牧場15号施設灯 室戸岬灯台（高知県室戸市）の東北東方約30キロメートル
- 土佐黒潮牧場16号施設灯 室戸岬灯台（高知県室戸市）の南方約36キロメートル
- 土佐黒潮牧場18号施設灯 足摺岬灯台（高知県土佐清水市）の南南東方約32キロメートル

## 無線方位信号所
- 室戸岬無線方位信号所 高知県室戸市（室戸岬）
- 足摺岬無線方位信号所 高知県土佐清水市（足摺岬）

## その他
- 高知海上保安部 桂浜信号所　高知県高知市浦戸（桂浜）

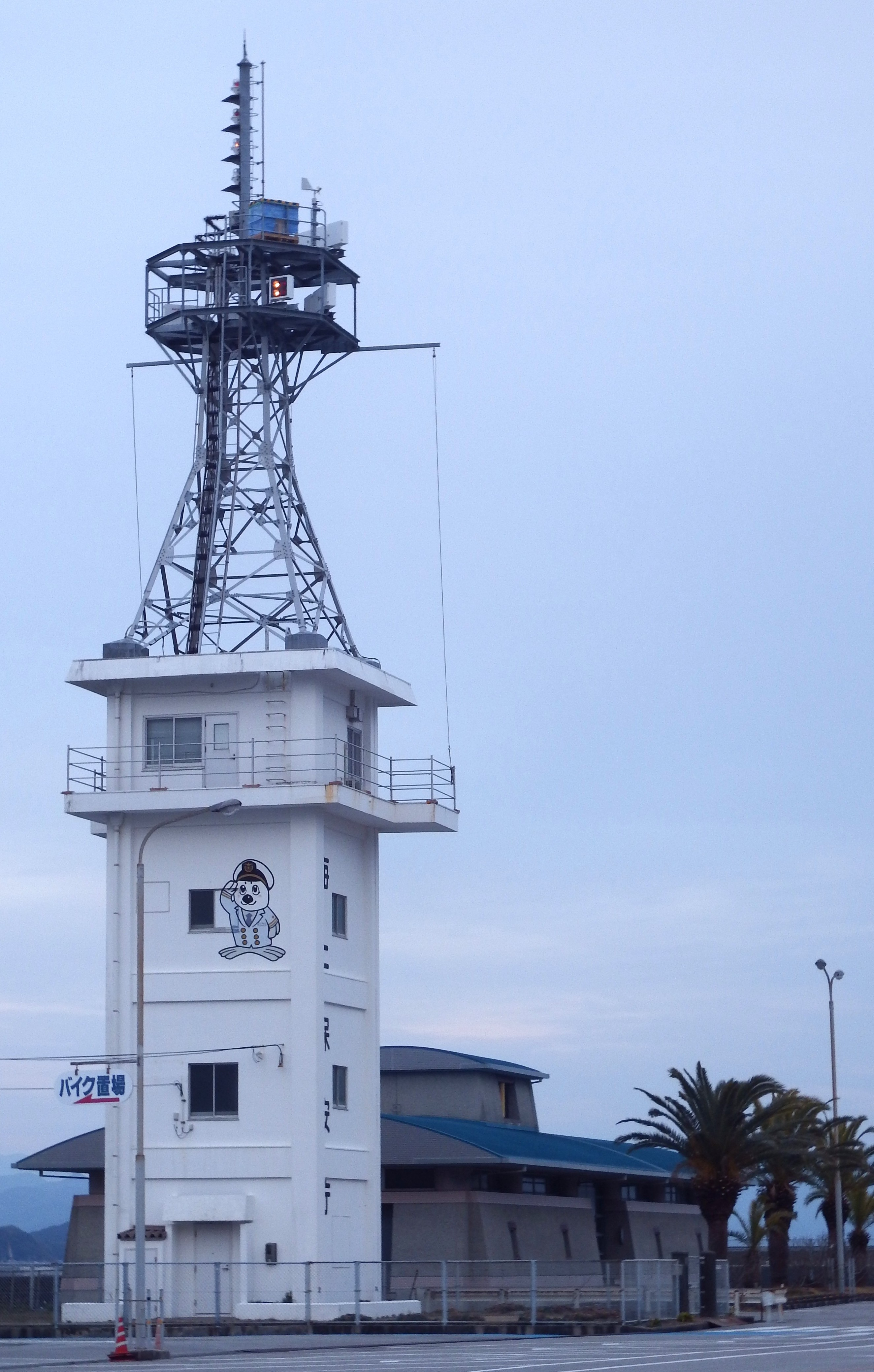
高知海上保安部 桂浜信号所

- 一子婆灯標 高知県須崎市（山崎鼻灯台の南南東方約7.1キロメートル）
- 室戸岬ディファレンシャルGPS局 高知県室戸市（室戸岬）